# Король і пішак проти короля
Король і пішак проти короля — одне з найважливіших закінчень у шахах, на думку Е. Ласкера воно є найважливішим після основних матів. Інші закінчення часто зводяться або можуть звестись до цього в результаті розміну фігур. Тому дуже важливим є вміти наперед швидко визначати, чи зможе сильніша сторона перемогти у такому закінченні.
У закінченні «король і пішак проти короля» завданням сильнішої сторони є провести пішака у ферзі та добитись перемоги. Після того, як пішак пройшов у ферзі, якщо немає наступного взяття ферзя чи пата, сильніша сторона ставить мат ферзем. Завдання слабшої сторони — загрожуючи взяттям пішака або патом, не дати противнику провести пішака.
Щоб довести такий ендшпіль до перемоги потрібно знати декілька виграшних позицій і намагатися звести гру до однієї з них. У виграшних позиціях при найкращій грі обох сторін для проведення пішака у ферзі потрібно зробити до 19 ходів, а для подальшого мату — до 9 ходів.
Зазвичай, за винятком деяких реальних партій, вважається, що зайвий пішак є у білих.

## Правило квадрата
|   | a | b | c | d | e | f | g | h |   |
| 8 | b8 чорний хрестик · c8 чорний хрестик · d8 чорний хрестик · e8 чорний хрестик · f8 білий кружок · b7 чорний хрестик · c7 чорний хрестик · d7 чорний хрестик · e7 чорний хрестик · f7 чорний хрестик · b6 чорний хрестик · c6 чорний хрестик · d6 чорний хрестик · e6 чорний хрестик · f6 чорний хрестик · b5 чорний хрестик · c5 чорний хрестик · d5 чорний хрестик · e5 чорний хрестик · f5 чорний хрестик · b4 чорний хрестик · c4 чорний хрестик · d4 чорний хрестик · e4 чорний хрестик · f4 білий пішак · b3 чорний король · a1 білий король | b8 чорний хрестик · c8 чорний хрестик · d8 чорний хрестик · e8 чорний хрестик · f8 білий кружок · b7 чорний хрестик · c7 чорний хрестик · d7 чорний хрестик · e7 чорний хрестик · f7 чорний хрестик · b6 чорний хрестик · c6 чорний хрестик · d6 чорний хрестик · e6 чорний хрестик · f6 чорний хрестик · b5 чорний хрестик · c5 чорний хрестик · d5 чорний хрестик · e5 чорний хрестик · f5 чорний хрестик · b4 чорний хрестик · c4 чорний хрестик · d4 чорний хрестик · e4 чорний хрестик · f4 білий пішак · b3 чорний король · a1 білий король | b8 чорний хрестик · c8 чорний хрестик · d8 чорний хрестик · e8 чорний хрестик · f8 білий кружок · b7 чорний хрестик · c7 чорний хрестик · d7 чорний хрестик · e7 чорний хрестик · f7 чорний хрестик · b6 чорний хрестик · c6 чорний хрестик · d6 чорний хрестик · e6 чорний хрестик · f6 чорний хрестик · b5 чорний хрестик · c5 чорний хрестик · d5 чорний хрестик · e5 чорний хрестик · f5 чорний хрестик · b4 чорний хрестик · c4 чорний хрестик · d4 чорний хрестик · e4 чорний хрестик · f4 білий пішак · b3 чорний король · a1 білий король | b8 чорний хрестик · c8 чорний хрестик · d8 чорний хрестик · e8 чорний хрестик · f8 білий кружок · b7 чорний хрестик · c7 чорний хрестик · d7 чорний хрестик · e7 чорний хрестик · f7 чорний хрестик · b6 чорний хрестик · c6 чорний хрестик · d6 чорний хрестик · e6 чорний хрестик · f6 чорний хрестик · b5 чорний хрестик · c5 чорний хрестик · d5 чорний хрестик · e5 чорний хрестик · f5 чорний хрестик · b4 чорний хрестик · c4 чорний хрестик · d4 чорний хрестик · e4 чорний хрестик · f4 білий пішак · b3 чорний король · a1 білий король | b8 чорний хрестик · c8 чорний хрестик · d8 чорний хрестик · e8 чорний хрестик · f8 білий кружок · b7 чорний хрестик · c7 чорний хрестик · d7 чорний хрестик · e7 чорний хрестик · f7 чорний хрестик · b6 чорний хрестик · c6 чорний хрестик · d6 чорний хрестик · e6 чорний хрестик · f6 чорний хрестик · b5 чорний хрестик · c5 чорний хрестик · d5 чорний хрестик · e5 чорний хрестик · f5 чорний хрестик · b4 чорний хрестик · c4 чорний хрестик · d4 чорний хрестик · e4 чорний хрестик · f4 білий пішак · b3 чорний король · a1 білий король | b8 чорний хрестик · c8 чорний хрестик · d8 чорний хрестик · e8 чорний хрестик · f8 білий кружок · b7 чорний хрестик · c7 чорний хрестик · d7 чорний хрестик · e7 чорний хрестик · f7 чорний хрестик · b6 чорний хрестик · c6 чорний хрестик · d6 чорний хрестик · e6 чорний хрестик · f6 чорний хрестик · b5 чорний хрестик · c5 чорний хрестик · d5 чорний хрестик · e5 чорний хрестик · f5 чорний хрестик · b4 чорний хрестик · c4 чорний хрестик · d4 чорний хрестик · e4 чорний хрестик · f4 білий пішак · b3 чорний король · a1 білий король | b8 чорний хрестик · c8 чорний хрестик · d8 чорний хрестик · e8 чорний хрестик · f8 білий кружок · b7 чорний хрестик · c7 чорний хрестик · d7 чорний хрестик · e7 чорний хрестик · f7 чорний хрестик · b6 чорний хрестик · c6 чорний хрестик · d6 чорний хрестик · e6 чорний хрестик · f6 чорний хрестик · b5 чорний хрестик · c5 чорний хрестик · d5 чорний хрестик · e5 чорний хрестик · f5 чорний хрестик · b4 чорний хрестик · c4 чорний хрестик · d4 чорний хрестик · e4 чорний хрестик · f4 білий пішак · b3 чорний король · a1 білий король | b8 чорний хрестик · c8 чорний хрестик · d8 чорний хрестик · e8 чорний хрестик · f8 білий кружок · b7 чорний хрестик · c7 чорний хрестик · d7 чорний хрестик · e7 чорний хрестик · f7 чорний хрестик · b6 чорний хрестик · c6 чорний хрестик · d6 чорний хрестик · e6 чорний хрестик · f6 чорний хрестик · b5 чорний хрестик · c5 чорний хрестик · d5 чорний хрестик · e5 чорний хрестик · f5 чорний хрестик · b4 чорний хрестик · c4 чорний хрестик · d4 чорний хрестик · e4 чорний хрестик · f4 білий пішак · b3 чорний король · a1 білий король | 8 |
| 7 | b8 чорний хрестик · c8 чорний хрестик · d8 чорний хрестик · e8 чорний хрестик · f8 білий кружок · b7 чорний хрестик · c7 чорний хрестик · d7 чорний хрестик · e7 чорний хрестик · f7 чорний хрестик · b6 чорний хрестик · c6 чорний хрестик · d6 чорний хрестик · e6 чорний хрестик · f6 чорний хрестик · b5 чорний хрестик · c5 чорний хрестик · d5 чорний хрестик · e5 чорний хрестик · f5 чорний хрестик · b4 чорний хрестик · c4 чорний хрестик · d4 чорний хрестик · e4 чорний хрестик · f4 білий пішак · b3 чорний король · a1 білий король | b8 чорний хрестик · c8 чорний хрестик · d8 чорний хрестик · e8 чорний хрестик · f8 білий кружок · b7 чорний хрестик · c7 чорний хрестик · d7 чорний хрестик · e7 чорний хрестик · f7 чорний хрестик · b6 чорний хрестик · c6 чорний хрестик · d6 чорний хрестик · e6 чорний хрестик · f6 чорний хрестик · b5 чорний хрестик · c5 чорний хрестик · d5 чорний хрестик · e5 чорний хрестик · f5 чорний хрестик · b4 чорний хрестик · c4 чорний хрестик · d4 чорний хрестик · e4 чорний хрестик · f4 білий пішак · b3 чорний король · a1 білий король | b8 чорний хрестик · c8 чорний хрестик · d8 чорний хрестик · e8 чорний хрестик · f8 білий кружок · b7 чорний хрестик · c7 чорний хрестик · d7 чорний хрестик · e7 чорний хрестик · f7 чорний хрестик · b6 чорний хрестик · c6 чорний хрестик · d6 чорний хрестик · e6 чорний хрестик · f6 чорний хрестик · b5 чорний хрестик · c5 чорний хрестик · d5 чорний хрестик · e5 чорний хрестик · f5 чорний хрестик · b4 чорний хрестик · c4 чорний хрестик · d4 чорний хрестик · e4 чорний хрестик · f4 білий пішак · b3 чорний король · a1 білий король | b8 чорний хрестик · c8 чорний хрестик · d8 чорний хрестик · e8 чорний хрестик · f8 білий кружок · b7 чорний хрестик · c7 чорний хрестик · d7 чорний хрестик · e7 чорний хрестик · f7 чорний хрестик · b6 чорний хрестик · c6 чорний хрестик · d6 чорний хрестик · e6 чорний хрестик · f6 чорний хрестик · b5 чорний хрестик · c5 чорний хрестик · d5 чорний хрестик · e5 чорний хрестик · f5 чорний хрестик · b4 чорний хрестик · c4 чорний хрестик · d4 чорний хрестик · e4 чорний хрестик · f4 білий пішак · b3 чорний король · a1 білий король | b8 чорний хрестик · c8 чорний хрестик · d8 чорний хрестик · e8 чорний хрестик · f8 білий кружок · b7 чорний хрестик · c7 чорний хрестик · d7 чорний хрестик · e7 чорний хрестик · f7 чорний хрестик · b6 чорний хрестик · c6 чорний хрестик · d6 чорний хрестик · e6 чорний хрестик · f6 чорний хрестик · b5 чорний хрестик · c5 чорний хрестик · d5 чорний хрестик · e5 чорний хрестик · f5 чорний хрестик · b4 чорний хрестик · c4 чорний хрестик · d4 чорний хрестик · e4 чорний хрестик · f4 білий пішак · b3 чорний король · a1 білий король | b8 чорний хрестик · c8 чорний хрестик · d8 чорний хрестик · e8 чорний хрестик · f8 білий кружок · b7 чорний хрестик · c7 чорний хрестик · d7 чорний хрестик · e7 чорний хрестик · f7 чорний хрестик · b6 чорний хрестик · c6 чорний хрестик · d6 чорний хрестик · e6 чорний хрестик · f6 чорний хрестик · b5 чорний хрестик · c5 чорний хрестик · d5 чорний хрестик · e5 чорний хрестик · f5 чорний хрестик · b4 чорний хрестик · c4 чорний хрестик · d4 чорний хрестик · e4 чорний хрестик · f4 білий пішак · b3 чорний король · a1 білий король | b8 чорний хрестик · c8 чорний хрестик · d8 чорний хрестик · e8 чорний хрестик · f8 білий кружок · b7 чорний хрестик · c7 чорний хрестик · d7 чорний хрестик · e7 чорний хрестик · f7 чорний хрестик · b6 чорний хрестик · c6 чорний хрестик · d6 чорний хрестик · e6 чорний хрестик · f6 чорний хрестик · b5 чорний хрестик · c5 чорний хрестик · d5 чорний хрестик · e5 чорний хрестик · f5 чорний хрестик · b4 чорний хрестик · c4 чорний хрестик · d4 чорний хрестик · e4 чорний хрестик · f4 білий пішак · b3 чорний король · a1 білий король | b8 чорний хрестик · c8 чорний хрестик · d8 чорний хрестик · e8 чорний хрестик · f8 білий кружок · b7 чорний хрестик · c7 чорний хрестик · d7 чорний хрестик · e7 чорний хрестик · f7 чорний хрестик · b6 чорний хрестик · c6 чорний хрестик · d6 чорний хрестик · e6 чорний хрестик · f6 чорний хрестик · b5 чорний хрестик · c5 чорний хрестик · d5 чорний хрестик · e5 чорний хрестик · f5 чорний хрестик · b4 чорний хрестик · c4 чорний хрестик · d4 чорний хрестик · e4 чорний хрестик · f4 білий пішак · b3 чорний король · a1 білий король | 7 |
| 6 | b8 чорний хрестик · c8 чорний хрестик · d8 чорний хрестик · e8 чорний хрестик · f8 білий кружок · b7 чорний хрестик · c7 чорний хрестик · d7 чорний хрестик · e7 чорний хрестик · f7 чорний хрестик · b6 чорний хрестик · c6 чорний хрестик · d6 чорний хрестик · e6 чорний хрестик · f6 чорний хрестик · b5 чорний хрестик · c5 чорний хрестик · d5 чорний хрестик · e5 чорний хрестик · f5 чорний хрестик · b4 чорний хрестик · c4 чорний хрестик · d4 чорний хрестик · e4 чорний хрестик · f4 білий пішак · b3 чорний король · a1 білий король | b8 чорний хрестик · c8 чорний хрестик · d8 чорний хрестик · e8 чорний хрестик · f8 білий кружок · b7 чорний хрестик · c7 чорний хрестик · d7 чорний хрестик · e7 чорний хрестик · f7 чорний хрестик · b6 чорний хрестик · c6 чорний хрестик · d6 чорний хрестик · e6 чорний хрестик · f6 чорний хрестик · b5 чорний хрестик · c5 чорний хрестик · d5 чорний хрестик · e5 чорний хрестик · f5 чорний хрестик · b4 чорний хрестик · c4 чорний хрестик · d4 чорний хрестик · e4 чорний хрестик · f4 білий пішак · b3 чорний король · a1 білий король | b8 чорний хрестик · c8 чорний хрестик · d8 чорний хрестик · e8 чорний хрестик · f8 білий кружок · b7 чорний хрестик · c7 чорний хрестик · d7 чорний хрестик · e7 чорний хрестик · f7 чорний хрестик · b6 чорний хрестик · c6 чорний хрестик · d6 чорний хрестик · e6 чорний хрестик · f6 чорний хрестик · b5 чорний хрестик · c5 чорний хрестик · d5 чорний хрестик · e5 чорний хрестик · f5 чорний хрестик · b4 чорний хрестик · c4 чорний хрестик · d4 чорний хрестик · e4 чорний хрестик · f4 білий пішак · b3 чорний король · a1 білий король | b8 чорний хрестик · c8 чорний хрестик · d8 чорний хрестик · e8 чорний хрестик · f8 білий кружок · b7 чорний хрестик · c7 чорний хрестик · d7 чорний хрестик · e7 чорний хрестик · f7 чорний хрестик · b6 чорний хрестик · c6 чорний хрестик · d6 чорний хрестик · e6 чорний хрестик · f6 чорний хрестик · b5 чорний хрестик · c5 чорний хрестик · d5 чорний хрестик · e5 чорний хрестик · f5 чорний хрестик · b4 чорний хрестик · c4 чорний хрестик · d4 чорний хрестик · e4 чорний хрестик · f4 білий пішак · b3 чорний король · a1 білий король | b8 чорний хрестик · c8 чорний хрестик · d8 чорний хрестик · e8 чорний хрестик · f8 білий кружок · b7 чорний хрестик · c7 чорний хрестик · d7 чорний хрестик · e7 чорний хрестик · f7 чорний хрестик · b6 чорний хрестик · c6 чорний хрестик · d6 чорний хрестик · e6 чорний хрестик · f6 чорний хрестик · b5 чорний хрестик · c5 чорний хрестик · d5 чорний хрестик · e5 чорний хрестик · f5 чорний хрестик · b4 чорний хрестик · c4 чорний хрестик · d4 чорний хрестик · e4 чорний хрестик · f4 білий пішак · b3 чорний король · a1 білий король | b8 чорний хрестик · c8 чорний хрестик · d8 чорний хрестик · e8 чорний хрестик · f8 білий кружок · b7 чорний хрестик · c7 чорний хрестик · d7 чорний хрестик · e7 чорний хрестик · f7 чорний хрестик · b6 чорний хрестик · c6 чорний хрестик · d6 чорний хрестик · e6 чорний хрестик · f6 чорний хрестик · b5 чорний хрестик · c5 чорний хрестик · d5 чорний хрестик · e5 чорний хрестик · f5 чорний хрестик · b4 чорний хрестик · c4 чорний хрестик · d4 чорний хрестик · e4 чорний хрестик · f4 білий пішак · b3 чорний король · a1 білий король | b8 чорний хрестик · c8 чорний хрестик · d8 чорний хрестик · e8 чорний хрестик · f8 білий кружок · b7 чорний хрестик · c7 чорний хрестик · d7 чорний хрестик · e7 чорний хрестик · f7 чорний хрестик · b6 чорний хрестик · c6 чорний хрестик · d6 чорний хрестик · e6 чорний хрестик · f6 чорний хрестик · b5 чорний хрестик · c5 чорний хрестик · d5 чорний хрестик · e5 чорний хрестик · f5 чорний хрестик · b4 чорний хрестик · c4 чорний хрестик · d4 чорний хрестик · e4 чорний хрестик · f4 білий пішак · b3 чорний король · a1 білий король | b8 чорний хрестик · c8 чорний хрестик · d8 чорний хрестик · e8 чорний хрестик · f8 білий кружок · b7 чорний хрестик · c7 чорний хрестик · d7 чорний хрестик · e7 чорний хрестик · f7 чорний хрестик · b6 чорний хрестик · c6 чорний хрестик · d6 чорний хрестик · e6 чорний хрестик · f6 чорний хрестик · b5 чорний хрестик · c5 чорний хрестик · d5 чорний хрестик · e5 чорний хрестик · f5 чорний хрестик · b4 чорний хрестик · c4 чорний хрестик · d4 чорний хрестик · e4 чорний хрестик · f4 білий пішак · b3 чорний король · a1 білий король | 6 |
| 5 | b8 чорний хрестик · c8 чорний хрестик · d8 чорний хрестик · e8 чорний хрестик · f8 білий кружок · b7 чорний хрестик · c7 чорний хрестик · d7 чорний хрестик · e7 чорний хрестик · f7 чорний хрестик · b6 чорний хрестик · c6 чорний хрестик · d6 чорний хрестик · e6 чорний хрестик · f6 чорний хрестик · b5 чорний хрестик · c5 чорний хрестик · d5 чорний хрестик · e5 чорний хрестик · f5 чорний хрестик · b4 чорний хрестик · c4 чорний хрестик · d4 чорний хрестик · e4 чорний хрестик · f4 білий пішак · b3 чорний король · a1 білий король | b8 чорний хрестик · c8 чорний хрестик · d8 чорний хрестик · e8 чорний хрестик · f8 білий кружок · b7 чорний хрестик · c7 чорний хрестик · d7 чорний хрестик · e7 чорний хрестик · f7 чорний хрестик · b6 чорний хрестик · c6 чорний хрестик · d6 чорний хрестик · e6 чорний хрестик · f6 чорний хрестик · b5 чорний хрестик · c5 чорний хрестик · d5 чорний хрестик · e5 чорний хрестик · f5 чорний хрестик · b4 чорний хрестик · c4 чорний хрестик · d4 чорний хрестик · e4 чорний хрестик · f4 білий пішак · b3 чорний король · a1 білий король | b8 чорний хрестик · c8 чорний хрестик · d8 чорний хрестик · e8 чорний хрестик · f8 білий кружок · b7 чорний хрестик · c7 чорний хрестик · d7 чорний хрестик · e7 чорний хрестик · f7 чорний хрестик · b6 чорний хрестик · c6 чорний хрестик · d6 чорний хрестик · e6 чорний хрестик · f6 чорний хрестик · b5 чорний хрестик · c5 чорний хрестик · d5 чорний хрестик · e5 чорний хрестик · f5 чорний хрестик · b4 чорний хрестик · c4 чорний хрестик · d4 чорний хрестик · e4 чорний хрестик · f4 білий пішак · b3 чорний король · a1 білий король | b8 чорний хрестик · c8 чорний хрестик · d8 чорний хрестик · e8 чорний хрестик · f8 білий кружок · b7 чорний хрестик · c7 чорний хрестик · d7 чорний хрестик · e7 чорний хрестик · f7 чорний хрестик · b6 чорний хрестик · c6 чорний хрестик · d6 чорний хрестик · e6 чорний хрестик · f6 чорний хрестик · b5 чорний хрестик · c5 чорний хрестик · d5 чорний хрестик · e5 чорний хрестик · f5 чорний хрестик · b4 чорний хрестик · c4 чорний хрестик · d4 чорний хрестик · e4 чорний хрестик · f4 білий пішак · b3 чорний король · a1 білий король | b8 чорний хрестик · c8 чорний хрестик · d8 чорний хрестик · e8 чорний хрестик · f8 білий кружок · b7 чорний хрестик · c7 чорний хрестик · d7 чорний хрестик · e7 чорний хрестик · f7 чорний хрестик · b6 чорний хрестик · c6 чорний хрестик · d6 чорний хрестик · e6 чорний хрестик · f6 чорний хрестик · b5 чорний хрестик · c5 чорний хрестик · d5 чорний хрестик · e5 чорний хрестик · f5 чорний хрестик · b4 чорний хрестик · c4 чорний хрестик · d4 чорний хрестик · e4 чорний хрестик · f4 білий пішак · b3 чорний король · a1 білий король | b8 чорний хрестик · c8 чорний хрестик · d8 чорний хрестик · e8 чорний хрестик · f8 білий кружок · b7 чорний хрестик · c7 чорний хрестик · d7 чорний хрестик · e7 чорний хрестик · f7 чорний хрестик · b6 чорний хрестик · c6 чорний хрестик · d6 чорний хрестик · e6 чорний хрестик · f6 чорний хрестик · b5 чорний хрестик · c5 чорний хрестик · d5 чорний хрестик · e5 чорний хрестик · f5 чорний хрестик · b4 чорний хрестик · c4 чорний хрестик · d4 чорний хрестик · e4 чорний хрестик · f4 білий пішак · b3 чорний король · a1 білий король | b8 чорний хрестик · c8 чорний хрестик · d8 чорний хрестик · e8 чорний хрестик · f8 білий кружок · b7 чорний хрестик · c7 чорний хрестик · d7 чорний хрестик · e7 чорний хрестик · f7 чорний хрестик · b6 чорний хрестик · c6 чорний хрестик · d6 чорний хрестик · e6 чорний хрестик · f6 чорний хрестик · b5 чорний хрестик · c5 чорний хрестик · d5 чорний хрестик · e5 чорний хрестик · f5 чорний хрестик · b4 чорний хрестик · c4 чорний хрестик · d4 чорний хрестик · e4 чорний хрестик · f4 білий пішак · b3 чорний король · a1 білий король | b8 чорний хрестик · c8 чорний хрестик · d8 чорний хрестик · e8 чорний хрестик · f8 білий кружок · b7 чорний хрестик · c7 чорний хрестик · d7 чорний хрестик · e7 чорний хрестик · f7 чорний хрестик · b6 чорний хрестик · c6 чорний хрестик · d6 чорний хрестик · e6 чорний хрестик · f6 чорний хрестик · b5 чорний хрестик · c5 чорний хрестик · d5 чорний хрестик · e5 чорний хрестик · f5 чорний хрестик · b4 чорний хрестик · c4 чорний хрестик · d4 чорний хрестик · e4 чорний хрестик · f4 білий пішак · b3 чорний король · a1 білий король | 5 |
| 4 | b8 чорний хрестик · c8 чорний хрестик · d8 чорний хрестик · e8 чорний хрестик · f8 білий кружок · b7 чорний хрестик · c7 чорний хрестик · d7 чорний хрестик · e7 чорний хрестик · f7 чорний хрестик · b6 чорний хрестик · c6 чорний хрестик · d6 чорний хрестик · e6 чорний хрестик · f6 чорний хрестик · b5 чорний хрестик · c5 чорний хрестик · d5 чорний хрестик · e5 чорний хрестик · f5 чорний хрестик · b4 чорний хрестик · c4 чорний хрестик · d4 чорний хрестик · e4 чорний хрестик · f4 білий пішак · b3 чорний король · a1 білий король | b8 чорний хрестик · c8 чорний хрестик · d8 чорний хрестик · e8 чорний хрестик · f8 білий кружок · b7 чорний хрестик · c7 чорний хрестик · d7 чорний хрестик · e7 чорний хрестик · f7 чорний хрестик · b6 чорний хрестик · c6 чорний хрестик · d6 чорний хрестик · e6 чорний хрестик · f6 чорний хрестик · b5 чорний хрестик · c5 чорний хрестик · d5 чорний хрестик · e5 чорний хрестик · f5 чорний хрестик · b4 чорний хрестик · c4 чорний хрестик · d4 чорний хрестик · e4 чорний хрестик · f4 білий пішак · b3 чорний король · a1 білий король | b8 чорний хрестик · c8 чорний хрестик · d8 чорний хрестик · e8 чорний хрестик · f8 білий кружок · b7 чорний хрестик · c7 чорний хрестик · d7 чорний хрестик · e7 чорний хрестик · f7 чорний хрестик · b6 чорний хрестик · c6 чорний хрестик · d6 чорний хрестик · e6 чорний хрестик · f6 чорний хрестик · b5 чорний хрестик · c5 чорний хрестик · d5 чорний хрестик · e5 чорний хрестик · f5 чорний хрестик · b4 чорний хрестик · c4 чорний хрестик · d4 чорний хрестик · e4 чорний хрестик · f4 білий пішак · b3 чорний король · a1 білий король | b8 чорний хрестик · c8 чорний хрестик · d8 чорний хрестик · e8 чорний хрестик · f8 білий кружок · b7 чорний хрестик · c7 чорний хрестик · d7 чорний хрестик · e7 чорний хрестик · f7 чорний хрестик · b6 чорний хрестик · c6 чорний хрестик · d6 чорний хрестик · e6 чорний хрестик · f6 чорний хрестик · b5 чорний хрестик · c5 чорний хрестик · d5 чорний хрестик · e5 чорний хрестик · f5 чорний хрестик · b4 чорний хрестик · c4 чорний хрестик · d4 чорний хрестик · e4 чорний хрестик · f4 білий пішак · b3 чорний король · a1 білий король | b8 чорний хрестик · c8 чорний хрестик · d8 чорний хрестик · e8 чорний хрестик · f8 білий кружок · b7 чорний хрестик · c7 чорний хрестик · d7 чорний хрестик · e7 чорний хрестик · f7 чорний хрестик · b6 чорний хрестик · c6 чорний хрестик · d6 чорний хрестик · e6 чорний хрестик · f6 чорний хрестик · b5 чорний хрестик · c5 чорний хрестик · d5 чорний хрестик · e5 чорний хрестик · f5 чорний хрестик · b4 чорний хрестик · c4 чорний хрестик · d4 чорний хрестик · e4 чорний хрестик · f4 білий пішак · b3 чорний король · a1 білий король | b8 чорний хрестик · c8 чорний хрестик · d8 чорний хрестик · e8 чорний хрестик · f8 білий кружок · b7 чорний хрестик · c7 чорний хрестик · d7 чорний хрестик · e7 чорний хрестик · f7 чорний хрестик · b6 чорний хрестик · c6 чорний хрестик · d6 чорний хрестик · e6 чорний хрестик · f6 чорний хрестик · b5 чорний хрестик · c5 чорний хрестик · d5 чорний хрестик · e5 чорний хрестик · f5 чорний хрестик · b4 чорний хрестик · c4 чорний хрестик · d4 чорний хрестик · e4 чорний хрестик · f4 білий пішак · b3 чорний король · a1 білий король | b8 чорний хрестик · c8 чорний хрестик · d8 чорний хрестик · e8 чорний хрестик · f8 білий кружок · b7 чорний хрестик · c7 чорний хрестик · d7 чорний хрестик · e7 чорний хрестик · f7 чорний хрестик · b6 чорний хрестик · c6 чорний хрестик · d6 чорний хрестик · e6 чорний хрестик · f6 чорний хрестик · b5 чорний хрестик · c5 чорний хрестик · d5 чорний хрестик · e5 чорний хрестик · f5 чорний хрестик · b4 чорний хрестик · c4 чорний хрестик · d4 чорний хрестик · e4 чорний хрестик · f4 білий пішак · b3 чорний король · a1 білий король | b8 чорний хрестик · c8 чорний хрестик · d8 чорний хрестик · e8 чорний хрестик · f8 білий кружок · b7 чорний хрестик · c7 чорний хрестик · d7 чорний хрестик · e7 чорний хрестик · f7 чорний хрестик · b6 чорний хрестик · c6 чорний хрестик · d6 чорний хрестик · e6 чорний хрестик · f6 чорний хрестик · b5 чорний хрестик · c5 чорний хрестик · d5 чорний хрестик · e5 чорний хрестик · f5 чорний хрестик · b4 чорний хрестик · c4 чорний хрестик · d4 чорний хрестик · e4 чорний хрестик · f4 білий пішак · b3 чорний король · a1 білий король | 4 |
| 3 | b8 чорний хрестик · c8 чорний хрестик · d8 чорний хрестик · e8 чорний хрестик · f8 білий кружок · b7 чорний хрестик · c7 чорний хрестик · d7 чорний хрестик · e7 чорний хрестик · f7 чорний хрестик · b6 чорний хрестик · c6 чорний хрестик · d6 чорний хрестик · e6 чорний хрестик · f6 чорний хрестик · b5 чорний хрестик · c5 чорний хрестик · d5 чорний хрестик · e5 чорний хрестик · f5 чорний хрестик · b4 чорний хрестик · c4 чорний хрестик · d4 чорний хрестик · e4 чорний хрестик · f4 білий пішак · b3 чорний король · a1 білий король | b8 чорний хрестик · c8 чорний хрестик · d8 чорний хрестик · e8 чорний хрестик · f8 білий кружок · b7 чорний хрестик · c7 чорний хрестик · d7 чорний хрестик · e7 чорний хрестик · f7 чорний хрестик · b6 чорний хрестик · c6 чорний хрестик · d6 чорний хрестик · e6 чорний хрестик · f6 чорний хрестик · b5 чорний хрестик · c5 чорний хрестик · d5 чорний хрестик · e5 чорний хрестик · f5 чорний хрестик · b4 чорний хрестик · c4 чорний хрестик · d4 чорний хрестик · e4 чорний хрестик · f4 білий пішак · b3 чорний король · a1 білий король | b8 чорний хрестик · c8 чорний хрестик · d8 чорний хрестик · e8 чорний хрестик · f8 білий кружок · b7 чорний хрестик · c7 чорний хрестик · d7 чорний хрестик · e7 чорний хрестик · f7 чорний хрестик · b6 чорний хрестик · c6 чорний хрестик · d6 чорний хрестик · e6 чорний хрестик · f6 чорний хрестик · b5 чорний хрестик · c5 чорний хрестик · d5 чорний хрестик · e5 чорний хрестик · f5 чорний хрестик · b4 чорний хрестик · c4 чорний хрестик · d4 чорний хрестик · e4 чорний хрестик · f4 білий пішак · b3 чорний король · a1 білий король | b8 чорний хрестик · c8 чорний хрестик · d8 чорний хрестик · e8 чорний хрестик · f8 білий кружок · b7 чорний хрестик · c7 чорний хрестик · d7 чорний хрестик · e7 чорний хрестик · f7 чорний хрестик · b6 чорний хрестик · c6 чорний хрестик · d6 чорний хрестик · e6 чорний хрестик · f6 чорний хрестик · b5 чорний хрестик · c5 чорний хрестик · d5 чорний хрестик · e5 чорний хрестик · f5 чорний хрестик · b4 чорний хрестик · c4 чорний хрестик · d4 чорний хрестик · e4 чорний хрестик · f4 білий пішак · b3 чорний король · a1 білий король | b8 чорний хрестик · c8 чорний хрестик · d8 чорний хрестик · e8 чорний хрестик · f8 білий кружок · b7 чорний хрестик · c7 чорний хрестик · d7 чорний хрестик · e7 чорний хрестик · f7 чорний хрестик · b6 чорний хрестик · c6 чорний хрестик · d6 чорний хрестик · e6 чорний хрестик · f6 чорний хрестик · b5 чорний хрестик · c5 чорний хрестик · d5 чорний хрестик · e5 чорний хрестик · f5 чорний хрестик · b4 чорний хрестик · c4 чорний хрестик · d4 чорний хрестик · e4 чорний хрестик · f4 білий пішак · b3 чорний король · a1 білий король | b8 чорний хрестик · c8 чорний хрестик · d8 чорний хрестик · e8 чорний хрестик · f8 білий кружок · b7 чорний хрестик · c7 чорний хрестик · d7 чорний хрестик · e7 чорний хрестик · f7 чорний хрестик · b6 чорний хрестик · c6 чорний хрестик · d6 чорний хрестик · e6 чорний хрестик · f6 чорний хрестик · b5 чорний хрестик · c5 чорний хрестик · d5 чорний хрестик · e5 чорний хрестик · f5 чорний хрестик · b4 чорний хрестик · c4 чорний хрестик · d4 чорний хрестик · e4 чорний хрестик · f4 білий пішак · b3 чорний король · a1 білий король | b8 чорний хрестик · c8 чорний хрестик · d8 чорний хрестик · e8 чорний хрестик · f8 білий кружок · b7 чорний хрестик · c7 чорний хрестик · d7 чорний хрестик · e7 чорний хрестик · f7 чорний хрестик · b6 чорний хрестик · c6 чорний хрестик · d6 чорний хрестик · e6 чорний хрестик · f6 чорний хрестик · b5 чорний хрестик · c5 чорний хрестик · d5 чорний хрестик · e5 чорний хрестик · f5 чорний хрестик · b4 чорний хрестик · c4 чорний хрестик · d4 чорний хрестик · e4 чорний хрестик · f4 білий пішак · b3 чорний король · a1 білий король | b8 чорний хрестик · c8 чорний хрестик · d8 чорний хрестик · e8 чорний хрестик · f8 білий кружок · b7 чорний хрестик · c7 чорний хрестик · d7 чорний хрестик · e7 чорний хрестик · f7 чорний хрестик · b6 чорний хрестик · c6 чорний хрестик · d6 чорний хрестик · e6 чорний хрестик · f6 чорний хрестик · b5 чорний хрестик · c5 чорний хрестик · d5 чорний хрестик · e5 чорний хрестик · f5 чорний хрестик · b4 чорний хрестик · c4 чорний хрестик · d4 чорний хрестик · e4 чорний хрестик · f4 білий пішак · b3 чорний король · a1 білий король | 3 |
| 2 | b8 чорний хрестик · c8 чорний хрестик · d8 чорний хрестик · e8 чорний хрестик · f8 білий кружок · b7 чорний хрестик · c7 чорний хрестик · d7 чорний хрестик · e7 чорний хрестик · f7 чорний хрестик · b6 чорний хрестик · c6 чорний хрестик · d6 чорний хрестик · e6 чорний хрестик · f6 чорний хрестик · b5 чорний хрестик · c5 чорний хрестик · d5 чорний хрестик · e5 чорний хрестик · f5 чорний хрестик · b4 чорний хрестик · c4 чорний хрестик · d4 чорний хрестик · e4 чорний хрестик · f4 білий пішак · b3 чорний король · a1 білий король | b8 чорний хрестик · c8 чорний хрестик · d8 чорний хрестик · e8 чорний хрестик · f8 білий кружок · b7 чорний хрестик · c7 чорний хрестик · d7 чорний хрестик · e7 чорний хрестик · f7 чорний хрестик · b6 чорний хрестик · c6 чорний хрестик · d6 чорний хрестик · e6 чорний хрестик · f6 чорний хрестик · b5 чорний хрестик · c5 чорний хрестик · d5 чорний хрестик · e5 чорний хрестик · f5 чорний хрестик · b4 чорний хрестик · c4 чорний хрестик · d4 чорний хрестик · e4 чорний хрестик · f4 білий пішак · b3 чорний король · a1 білий король | b8 чорний хрестик · c8 чорний хрестик · d8 чорний хрестик · e8 чорний хрестик · f8 білий кружок · b7 чорний хрестик · c7 чорний хрестик · d7 чорний хрестик · e7 чорний хрестик · f7 чорний хрестик · b6 чорний хрестик · c6 чорний хрестик · d6 чорний хрестик · e6 чорний хрестик · f6 чорний хрестик · b5 чорний хрестик · c5 чорний хрестик · d5 чорний хрестик · e5 чорний хрестик · f5 чорний хрестик · b4 чорний хрестик · c4 чорний хрестик · d4 чорний хрестик · e4 чорний хрестик · f4 білий пішак · b3 чорний король · a1 білий король | b8 чорний хрестик · c8 чорний хрестик · d8 чорний хрестик · e8 чорний хрестик · f8 білий кружок · b7 чорний хрестик · c7 чорний хрестик · d7 чорний хрестик · e7 чорний хрестик · f7 чорний хрестик · b6 чорний хрестик · c6 чорний хрестик · d6 чорний хрестик · e6 чорний хрестик · f6 чорний хрестик · b5 чорний хрестик · c5 чорний хрестик · d5 чорний хрестик · e5 чорний хрестик · f5 чорний хрестик · b4 чорний хрестик · c4 чорний хрестик · d4 чорний хрестик · e4 чорний хрестик · f4 білий пішак · b3 чорний король · a1 білий король | b8 чорний хрестик · c8 чорний хрестик · d8 чорний хрестик · e8 чорний хрестик · f8 білий кружок · b7 чорний хрестик · c7 чорний хрестик · d7 чорний хрестик · e7 чорний хрестик · f7 чорний хрестик · b6 чорний хрестик · c6 чорний хрестик · d6 чорний хрестик · e6 чорний хрестик · f6 чорний хрестик · b5 чорний хрестик · c5 чорний хрестик · d5 чорний хрестик · e5 чорний хрестик · f5 чорний хрестик · b4 чорний хрестик · c4 чорний хрестик · d4 чорний хрестик · e4 чорний хрестик · f4 білий пішак · b3 чорний король · a1 білий король | b8 чорний хрестик · c8 чорний хрестик · d8 чорний хрестик · e8 чорний хрестик · f8 білий кружок · b7 чорний хрестик · c7 чорний хрестик · d7 чорний хрестик · e7 чорний хрестик · f7 чорний хрестик · b6 чорний хрестик · c6 чорний хрестик · d6 чорний хрестик · e6 чорний хрестик · f6 чорний хрестик · b5 чорний хрестик · c5 чорний хрестик · d5 чорний хрестик · e5 чорний хрестик · f5 чорний хрестик · b4 чорний хрестик · c4 чорний хрестик · d4 чорний хрестик · e4 чорний хрестик · f4 білий пішак · b3 чорний король · a1 білий король | b8 чорний хрестик · c8 чорний хрестик · d8 чорний хрестик · e8 чорний хрестик · f8 білий кружок · b7 чорний хрестик · c7 чорний хрестик · d7 чорний хрестик · e7 чорний хрестик · f7 чорний хрестик · b6 чорний хрестик · c6 чорний хрестик · d6 чорний хрестик · e6 чорний хрестик · f6 чорний хрестик · b5 чорний хрестик · c5 чорний хрестик · d5 чорний хрестик · e5 чорний хрестик · f5 чорний хрестик · b4 чорний хрестик · c4 чорний хрестик · d4 чорний хрестик · e4 чорний хрестик · f4 білий пішак · b3 чорний король · a1 білий король | b8 чорний хрестик · c8 чорний хрестик · d8 чорний хрестик · e8 чорний хрестик · f8 білий кружок · b7 чорний хрестик · c7 чорний хрестик · d7 чорний хрестик · e7 чорний хрестик · f7 чорний хрестик · b6 чорний хрестик · c6 чорний хрестик · d6 чорний хрестик · e6 чорний хрестик · f6 чорний хрестик · b5 чорний хрестик · c5 чорний хрестик · d5 чорний хрестик · e5 чорний хрестик · f5 чорний хрестик · b4 чорний хрестик · c4 чорний хрестик · d4 чорний хрестик · e4 чорний хрестик · f4 білий пішак · b3 чорний король · a1 білий король | 2 |
| 1 | b8 чорний хрестик · c8 чорний хрестик · d8 чорний хрестик · e8 чорний хрестик · f8 білий кружок · b7 чорний хрестик · c7 чорний хрестик · d7 чорний хрестик · e7 чорний хрестик · f7 чорний хрестик · b6 чорний хрестик · c6 чорний хрестик · d6 чорний хрестик · e6 чорний хрестик · f6 чорний хрестик · b5 чорний хрестик · c5 чорний хрестик · d5 чорний хрестик · e5 чорний хрестик · f5 чорний хрестик · b4 чорний хрестик · c4 чорний хрестик · d4 чорний хрестик · e4 чорний хрестик · f4 білий пішак · b3 чорний король · a1 білий король | b8 чорний хрестик · c8 чорний хрестик · d8 чорний хрестик · e8 чорний хрестик · f8 білий кружок · b7 чорний хрестик · c7 чорний хрестик · d7 чорний хрестик · e7 чорний хрестик · f7 чорний хрестик · b6 чорний хрестик · c6 чорний хрестик · d6 чорний хрестик · e6 чорний хрестик · f6 чорний хрестик · b5 чорний хрестик · c5 чорний хрестик · d5 чорний хрестик · e5 чорний хрестик · f5 чорний хрестик · b4 чорний хрестик · c4 чорний хрестик · d4 чорний хрестик · e4 чорний хрестик · f4 білий пішак · b3 чорний король · a1 білий король | b8 чорний хрестик · c8 чорний хрестик · d8 чорний хрестик · e8 чорний хрестик · f8 білий кружок · b7 чорний хрестик · c7 чорний хрестик · d7 чорний хрестик · e7 чорний хрестик · f7 чорний хрестик · b6 чорний хрестик · c6 чорний хрестик · d6 чорний хрестик · e6 чорний хрестик · f6 чорний хрестик · b5 чорний хрестик · c5 чорний хрестик · d5 чорний хрестик · e5 чорний хрестик · f5 чорний хрестик · b4 чорний хрестик · c4 чорний хрестик · d4 чорний хрестик · e4 чорний хрестик · f4 білий пішак · b3 чорний король · a1 білий король | b8 чорний хрестик · c8 чорний хрестик · d8 чорний хрестик · e8 чорний хрестик · f8 білий кружок · b7 чорний хрестик · c7 чорний хрестик · d7 чорний хрестик · e7 чорний хрестик · f7 чорний хрестик · b6 чорний хрестик · c6 чорний хрестик · d6 чорний хрестик · e6 чорний хрестик · f6 чорний хрестик · b5 чорний хрестик · c5 чорний хрестик · d5 чорний хрестик · e5 чорний хрестик · f5 чорний хрестик · b4 чорний хрестик · c4 чорний хрестик · d4 чорний хрестик · e4 чорний хрестик · f4 білий пішак · b3 чорний король · a1 білий король | b8 чорний хрестик · c8 чорний хрестик · d8 чорний хрестик · e8 чорний хрестик · f8 білий кружок · b7 чорний хрестик · c7 чорний хрестик · d7 чорний хрестик · e7 чорний хрестик · f7 чорний хрестик · b6 чорний хрестик · c6 чорний хрестик · d6 чорний хрестик · e6 чорний хрестик · f6 чорний хрестик · b5 чорний хрестик · c5 чорний хрестик · d5 чорний хрестик · e5 чорний хрестик · f5 чорний хрестик · b4 чорний хрестик · c4 чорний хрестик · d4 чорний хрестик · e4 чорний хрестик · f4 білий пішак · b3 чорний король · a1 білий король | b8 чорний хрестик · c8 чорний хрестик · d8 чорний хрестик · e8 чорний хрестик · f8 білий кружок · b7 чорний хрестик · c7 чорний хрестик · d7 чорний хрестик · e7 чорний хрестик · f7 чорний хрестик · b6 чорний хрестик · c6 чорний хрестик · d6 чорний хрестик · e6 чорний хрестик · f6 чорний хрестик · b5 чорний хрестик · c5 чорний хрестик · d5 чорний хрестик · e5 чорний хрестик · f5 чорний хрестик · b4 чорний хрестик · c4 чорний хрестик · d4 чорний хрестик · e4 чорний хрестик · f4 білий пішак · b3 чорний король · a1 білий король | b8 чорний хрестик · c8 чорний хрестик · d8 чорний хрестик · e8 чорний хрестик · f8 білий кружок · b7 чорний хрестик · c7 чорний хрестик · d7 чорний хрестик · e7 чорний хрестик · f7 чорний хрестик · b6 чорний хрестик · c6 чорний хрестик · d6 чорний хрестик · e6 чорний хрестик · f6 чорний хрестик · b5 чорний хрестик · c5 чорний хрестик · d5 чорний хрестик · e5 чорний хрестик · f5 чорний хрестик · b4 чорний хрестик · c4 чорний хрестик · d4 чорний хрестик · e4 чорний хрестик · f4 білий пішак · b3 чорний король · a1 білий король | b8 чорний хрестик · c8 чорний хрестик · d8 чорний хрестик · e8 чорний хрестик · f8 білий кружок · b7 чорний хрестик · c7 чорний хрестик · d7 чорний хрестик · e7 чорний хрестик · f7 чорний хрестик · b6 чорний хрестик · c6 чорний хрестик · d6 чорний хрестик · e6 чорний хрестик · f6 чорний хрестик · b5 чорний хрестик · c5 чорний хрестик · d5 чорний хрестик · e5 чорний хрестик · f5 чорний хрестик · b4 чорний хрестик · c4 чорний хрестик · d4 чорний хрестик · e4 чорний хрестик · f4 білий пішак · b3 чорний король · a1 білий король | 1 |
|   | a | b | c | d | e | f | g | h |   |

Полем перетворення пішака називається поле, дійшовши до якого, він стане ферзем.
Пішаковим квадратом називається квадрат, двома суміжними вершинами якого є поле, на якому стоїть пішак, і поле його перетворення.
Якщо при ході білих чорний король знаходиться поза квадратом, виграш для білих тривіальний: білі проводять пішака без допомоги свого короля й виграють. І навпаки, якщо чорний король потрапив у квадрат, пішак без допомоги свого короля пройти не може.
Винятком з правила є пішак на 2-ій горизонталі. Оскільки пішак може зробити перший свій хід на відстань 2-х ходів, його квадрат є таким, якби він був на 3-ій горизонталі. (Для чорного пішака це, відповідно, 7-а і 6-а горизонталі).
Інколи ворожий король може потрапити в пішаковий квадрат через те, що пішаку заважає свій король. У таких випадках його слід проводити за правилами проведення пішака за допомогою короля, описаними нижче.
Простим способом побудувати пішаковий квадрат — уявно провести діагональ від тієї точки, де знаходиться пішак, до останньої лінії.
У подальшому розгляді мається на увазі, що чорний король потрапляє у пішаковий квадрат.

## Туровий пішак
Туровим пішаком називається пішак, розташований на лінії a або h. Якщо чорний король потрапляє у пішаковий квадрат, проведення пішака є складнішим ніж у решті випадків.

### Гра за чорних
|   | a | b | c | d | e | f | g | h |   |
| 8 | f8 чорний кружок · g8 чорний хрестик · h8 чорний хрестик · f7 чорний кружок · g7 чорний хрестик · h7 чорний хрестик · h6 чорний хрестик · h5 чорний хрестик · h4 білий пішак | f8 чорний кружок · g8 чорний хрестик · h8 чорний хрестик · f7 чорний кружок · g7 чорний хрестик · h7 чорний хрестик · h6 чорний хрестик · h5 чорний хрестик · h4 білий пішак | f8 чорний кружок · g8 чорний хрестик · h8 чорний хрестик · f7 чорний кружок · g7 чорний хрестик · h7 чорний хрестик · h6 чорний хрестик · h5 чорний хрестик · h4 білий пішак | f8 чорний кружок · g8 чорний хрестик · h8 чорний хрестик · f7 чорний кружок · g7 чорний хрестик · h7 чорний хрестик · h6 чорний хрестик · h5 чорний хрестик · h4 білий пішак | f8 чорний кружок · g8 чорний хрестик · h8 чорний хрестик · f7 чорний кружок · g7 чорний хрестик · h7 чорний хрестик · h6 чорний хрестик · h5 чорний хрестик · h4 білий пішак | f8 чорний кружок · g8 чорний хрестик · h8 чорний хрестик · f7 чорний кружок · g7 чорний хрестик · h7 чорний хрестик · h6 чорний хрестик · h5 чорний хрестик · h4 білий пішак | f8 чорний кружок · g8 чорний хрестик · h8 чорний хрестик · f7 чорний кружок · g7 чорний хрестик · h7 чорний хрестик · h6 чорний хрестик · h5 чорний хрестик · h4 білий пішак | f8 чорний кружок · g8 чорний хрестик · h8 чорний хрестик · f7 чорний кружок · g7 чорний хрестик · h7 чорний хрестик · h6 чорний хрестик · h5 чорний хрестик · h4 білий пішак | 8 |
| 7 | f8 чорний кружок · g8 чорний хрестик · h8 чорний хрестик · f7 чорний кружок · g7 чорний хрестик · h7 чорний хрестик · h6 чорний хрестик · h5 чорний хрестик · h4 білий пішак | f8 чорний кружок · g8 чорний хрестик · h8 чорний хрестик · f7 чорний кружок · g7 чорний хрестик · h7 чорний хрестик · h6 чорний хрестик · h5 чорний хрестик · h4 білий пішак | f8 чорний кружок · g8 чорний хрестик · h8 чорний хрестик · f7 чорний кружок · g7 чорний хрестик · h7 чорний хрестик · h6 чорний хрестик · h5 чорний хрестик · h4 білий пішак | f8 чорний кружок · g8 чорний хрестик · h8 чорний хрестик · f7 чорний кружок · g7 чорний хрестик · h7 чорний хрестик · h6 чорний хрестик · h5 чорний хрестик · h4 білий пішак | f8 чорний кружок · g8 чорний хрестик · h8 чорний хрестик · f7 чорний кружок · g7 чорний хрестик · h7 чорний хрестик · h6 чорний хрестик · h5 чорний хрестик · h4 білий пішак | f8 чорний кружок · g8 чорний хрестик · h8 чорний хрестик · f7 чорний кружок · g7 чорний хрестик · h7 чорний хрестик · h6 чорний хрестик · h5 чорний хрестик · h4 білий пішак | f8 чорний кружок · g8 чорний хрестик · h8 чорний хрестик · f7 чорний кружок · g7 чорний хрестик · h7 чорний хрестик · h6 чорний хрестик · h5 чорний хрестик · h4 білий пішак | f8 чорний кружок · g8 чорний хрестик · h8 чорний хрестик · f7 чорний кружок · g7 чорний хрестик · h7 чорний хрестик · h6 чорний хрестик · h5 чорний хрестик · h4 білий пішак | 7 |
| 6 | f8 чорний кружок · g8 чорний хрестик · h8 чорний хрестик · f7 чорний кружок · g7 чорний хрестик · h7 чорний хрестик · h6 чорний хрестик · h5 чорний хрестик · h4 білий пішак | f8 чорний кружок · g8 чорний хрестик · h8 чорний хрестик · f7 чорний кружок · g7 чорний хрестик · h7 чорний хрестик · h6 чорний хрестик · h5 чорний хрестик · h4 білий пішак | f8 чорний кружок · g8 чорний хрестик · h8 чорний хрестик · f7 чорний кружок · g7 чорний хрестик · h7 чорний хрестик · h6 чорний хрестик · h5 чорний хрестик · h4 білий пішак | f8 чорний кружок · g8 чорний хрестик · h8 чорний хрестик · f7 чорний кружок · g7 чорний хрестик · h7 чорний хрестик · h6 чорний хрестик · h5 чорний хрестик · h4 білий пішак | f8 чорний кружок · g8 чорний хрестик · h8 чорний хрестик · f7 чорний кружок · g7 чорний хрестик · h7 чорний хрестик · h6 чорний хрестик · h5 чорний хрестик · h4 білий пішак | f8 чорний кружок · g8 чорний хрестик · h8 чорний хрестик · f7 чорний кружок · g7 чорний хрестик · h7 чорний хрестик · h6 чорний хрестик · h5 чорний хрестик · h4 білий пішак | f8 чорний кружок · g8 чорний хрестик · h8 чорний хрестик · f7 чорний кружок · g7 чорний хрестик · h7 чорний хрестик · h6 чорний хрестик · h5 чорний хрестик · h4 білий пішак | f8 чорний кружок · g8 чорний хрестик · h8 чорний хрестик · f7 чорний кружок · g7 чорний хрестик · h7 чорний хрестик · h6 чорний хрестик · h5 чорний хрестик · h4 білий пішак | 6 |
| 5 | f8 чорний кружок · g8 чорний хрестик · h8 чорний хрестик · f7 чорний кружок · g7 чорний хрестик · h7 чорний хрестик · h6 чорний хрестик · h5 чорний хрестик · h4 білий пішак | f8 чорний кружок · g8 чорний хрестик · h8 чорний хрестик · f7 чорний кружок · g7 чорний хрестик · h7 чорний хрестик · h6 чорний хрестик · h5 чорний хрестик · h4 білий пішак | f8 чорний кружок · g8 чорний хрестик · h8 чорний хрестик · f7 чорний кружок · g7 чорний хрестик · h7 чорний хрестик · h6 чорний хрестик · h5 чорний хрестик · h4 білий пішак | f8 чорний кружок · g8 чорний хрестик · h8 чорний хрестик · f7 чорний кружок · g7 чорний хрестик · h7 чорний хрестик · h6 чорний хрестик · h5 чорний хрестик · h4 білий пішак | f8 чорний кружок · g8 чорний хрестик · h8 чорний хрестик · f7 чорний кружок · g7 чорний хрестик · h7 чорний хрестик · h6 чорний хрестик · h5 чорний хрестик · h4 білий пішак | f8 чорний кружок · g8 чорний хрестик · h8 чорний хрестик · f7 чорний кружок · g7 чорний хрестик · h7 чорний хрестик · h6 чорний хрестик · h5 чорний хрестик · h4 білий пішак | f8 чорний кружок · g8 чорний хрестик · h8 чорний хрестик · f7 чорний кружок · g7 чорний хрестик · h7 чорний хрестик · h6 чорний хрестик · h5 чорний хрестик · h4 білий пішак | f8 чорний кружок · g8 чорний хрестик · h8 чорний хрестик · f7 чорний кружок · g7 чорний хрестик · h7 чорний хрестик · h6 чорний хрестик · h5 чорний хрестик · h4 білий пішак | 5 |
| 4 | f8 чорний кружок · g8 чорний хрестик · h8 чорний хрестик · f7 чорний кружок · g7 чорний хрестик · h7 чорний хрестик · h6 чорний хрестик · h5 чорний хрестик · h4 білий пішак | f8 чорний кружок · g8 чорний хрестик · h8 чорний хрестик · f7 чорний кружок · g7 чорний хрестик · h7 чорний хрестик · h6 чорний хрестик · h5 чорний хрестик · h4 білий пішак | f8 чорний кружок · g8 чорний хрестик · h8 чорний хрестик · f7 чорний кружок · g7 чорний хрестик · h7 чорний хрестик · h6 чорний хрестик · h5 чорний хрестик · h4 білий пішак | f8 чорний кружок · g8 чорний хрестик · h8 чорний хрестик · f7 чорний кружок · g7 чорний хрестик · h7 чорний хрестик · h6 чорний хрестик · h5 чорний хрестик · h4 білий пішак | f8 чорний кружок · g8 чорний хрестик · h8 чорний хрестик · f7 чорний кружок · g7 чорний хрестик · h7 чорний хрестик · h6 чорний хрестик · h5 чорний хрестик · h4 білий пішак | f8 чорний кружок · g8 чорний хрестик · h8 чорний хрестик · f7 чорний кружок · g7 чорний хрестик · h7 чорний хрестик · h6 чорний хрестик · h5 чорний хрестик · h4 білий пішак | f8 чорний кружок · g8 чорний хрестик · h8 чорний хрестик · f7 чорний кружок · g7 чорний хрестик · h7 чорний хрестик · h6 чорний хрестик · h5 чорний хрестик · h4 білий пішак | f8 чорний кружок · g8 чорний хрестик · h8 чорний хрестик · f7 чорний кружок · g7 чорний хрестик · h7 чорний хрестик · h6 чорний хрестик · h5 чорний хрестик · h4 білий пішак | 4 |
| 3 | f8 чорний кружок · g8 чорний хрестик · h8 чорний хрестик · f7 чорний кружок · g7 чорний хрестик · h7 чорний хрестик · h6 чорний хрестик · h5 чорний хрестик · h4 білий пішак | f8 чорний кружок · g8 чорний хрестик · h8 чорний хрестик · f7 чорний кружок · g7 чорний хрестик · h7 чорний хрестик · h6 чорний хрестик · h5 чорний хрестик · h4 білий пішак | f8 чорний кружок · g8 чорний хрестик · h8 чорний хрестик · f7 чорний кружок · g7 чорний хрестик · h7 чорний хрестик · h6 чорний хрестик · h5 чорний хрестик · h4 білий пішак | f8 чорний кружок · g8 чорний хрестик · h8 чорний хрестик · f7 чорний кружок · g7 чорний хрестик · h7 чорний хрестик · h6 чорний хрестик · h5 чорний хрестик · h4 білий пішак | f8 чорний кружок · g8 чорний хрестик · h8 чорний хрестик · f7 чорний кружок · g7 чорний хрестик · h7 чорний хрестик · h6 чорний хрестик · h5 чорний хрестик · h4 білий пішак | f8 чорний кружок · g8 чорний хрестик · h8 чорний хрестик · f7 чорний кружок · g7 чорний хрестик · h7 чорний хрестик · h6 чорний хрестик · h5 чорний хрестик · h4 білий пішак | f8 чорний кружок · g8 чорний хрестик · h8 чорний хрестик · f7 чорний кружок · g7 чорний хрестик · h7 чорний хрестик · h6 чорний хрестик · h5 чорний хрестик · h4 білий пішак | f8 чорний кружок · g8 чорний хрестик · h8 чорний хрестик · f7 чорний кружок · g7 чорний хрестик · h7 чорний хрестик · h6 чорний хрестик · h5 чорний хрестик · h4 білий пішак | 3 |
| 2 | f8 чорний кружок · g8 чорний хрестик · h8 чорний хрестик · f7 чорний кружок · g7 чорний хрестик · h7 чорний хрестик · h6 чорний хрестик · h5 чорний хрестик · h4 білий пішак | f8 чорний кружок · g8 чорний хрестик · h8 чорний хрестик · f7 чорний кружок · g7 чорний хрестик · h7 чорний хрестик · h6 чорний хрестик · h5 чорний хрестик · h4 білий пішак | f8 чорний кружок · g8 чорний хрестик · h8 чорний хрестик · f7 чорний кружок · g7 чорний хрестик · h7 чорний хрестик · h6 чорний хрестик · h5 чорний хрестик · h4 білий пішак | f8 чорний кружок · g8 чорний хрестик · h8 чорний хрестик · f7 чорний кружок · g7 чорний хрестик · h7 чорний хрестик · h6 чорний хрестик · h5 чорний хрестик · h4 білий пішак | f8 чорний кружок · g8 чорний хрестик · h8 чорний хрестик · f7 чорний кружок · g7 чорний хрестик · h7 чорний хрестик · h6 чорний хрестик · h5 чорний хрестик · h4 білий пішак | f8 чорний кружок · g8 чорний хрестик · h8 чорний хрестик · f7 чорний кружок · g7 чорний хрестик · h7 чорний хрестик · h6 чорний хрестик · h5 чорний хрестик · h4 білий пішак | f8 чорний кружок · g8 чорний хрестик · h8 чорний хрестик · f7 чорний кружок · g7 чорний хрестик · h7 чорний хрестик · h6 чорний хрестик · h5 чорний хрестик · h4 білий пішак | f8 чорний кружок · g8 чорний хрестик · h8 чорний хрестик · f7 чорний кружок · g7 чорний хрестик · h7 чорний хрестик · h6 чорний хрестик · h5 чорний хрестик · h4 білий пішак | 2 |
| 1 | f8 чорний кружок · g8 чорний хрестик · h8 чорний хрестик · f7 чорний кружок · g7 чорний хрестик · h7 чорний хрестик · h6 чорний хрестик · h5 чорний хрестик · h4 білий пішак | f8 чорний кружок · g8 чорний хрестик · h8 чорний хрестик · f7 чорний кружок · g7 чорний хрестик · h7 чорний хрестик · h6 чорний хрестик · h5 чорний хрестик · h4 білий пішак | f8 чорний кружок · g8 чорний хрестик · h8 чорний хрестик · f7 чорний кружок · g7 чорний хрестик · h7 чорний хрестик · h6 чорний хрестик · h5 чорний хрестик · h4 білий пішак | f8 чорний кружок · g8 чорний хрестик · h8 чорний хрестик · f7 чорний кружок · g7 чорний хрестик · h7 чорний хрестик · h6 чорний хрестик · h5 чорний хрестик · h4 білий пішак | f8 чорний кружок · g8 чорний хрестик · h8 чорний хрестик · f7 чорний кружок · g7 чорний хрестик · h7 чорний хрестик · h6 чорний хрестик · h5 чорний хрестик · h4 білий пішак | f8 чорний кружок · g8 чорний хрестик · h8 чорний хрестик · f7 чорний кружок · g7 чорний хрестик · h7 чорний хрестик · h6 чорний хрестик · h5 чорний хрестик · h4 білий пішак | f8 чорний кружок · g8 чорний хрестик · h8 чорний хрестик · f7 чорний кружок · g7 чорний хрестик · h7 чорний хрестик · h6 чорний хрестик · h5 чорний хрестик · h4 білий пішак | f8 чорний кружок · g8 чорний хрестик · h8 чорний хрестик · f7 чорний кружок · g7 чорний хрестик · h7 чорний хрестик · h6 чорний хрестик · h5 чорний хрестик · h4 білий пішак | 1 |
|   | a | b | c | d | e | f | g | h |   |

Усі поля перед пішаком і усі поля, що є сусідніми з полем перетворення, є нічийними у плані завершення партії. Якщо чорний король потрапив на нічийне поле, то у подальшому він може ходити лише по нічийних полях, аж поки не випаде нагода збити пішака. Білі не можуть нічого протиставити цій стратегії.
Поля, показані на діаграмі кружечками (назвемо їх «майже нічийними полями»), теж важливі для чорних. Якщо чорний король прорвався на одне з них, а білі не проводять пішака одразу, то чорні уже добились нічиєї. Їм достатньо ходити по полях, зазначеним кружечками, поки не вдасться поставити короля на нічийне поле g7 або g8, а далі — ходити по нічийних полях. Насправді, для того щоб не пустити чорного короля на нічийні поля, білому королю доводиться весь час перебувати на полі h7 або h8, перекриваючи шлях своєму пішаку.
Отже, тактика чорних виглядає так: бери пішака; якщо не можеш, йди на нічийне поле; якщо не можеш, йди на майже нічиє поле; якщо і це неможливо, спробуй дістатися до одного з цих полів раніше, ніж противник проведе пішака.

### Гра за білих
Якщо чорний король не потрапляє в пішаковий квадрат, перемога є тривіальною. В іншому випадку білі повинні не пустити чорного короля на важливі для нього поля. Якщо пішак досить просунутий, білий король повинен займати поля, показані білими кружечками:
|   | a | b | c | d | e | f | g | h |   |
| 8 | f8 чорний кружок · g8 білий кружок · h8 чорний хрестик · f7 чорний кружок · g7 білий кружок · h7 чорний хрестик · h6 чорний хрестик · h5 білий пішак | f8 чорний кружок · g8 білий кружок · h8 чорний хрестик · f7 чорний кружок · g7 білий кружок · h7 чорний хрестик · h6 чорний хрестик · h5 білий пішак | f8 чорний кружок · g8 білий кружок · h8 чорний хрестик · f7 чорний кружок · g7 білий кружок · h7 чорний хрестик · h6 чорний хрестик · h5 білий пішак | f8 чорний кружок · g8 білий кружок · h8 чорний хрестик · f7 чорний кружок · g7 білий кружок · h7 чорний хрестик · h6 чорний хрестик · h5 білий пішак | f8 чорний кружок · g8 білий кружок · h8 чорний хрестик · f7 чорний кружок · g7 білий кружок · h7 чорний хрестик · h6 чорний хрестик · h5 білий пішак | f8 чорний кружок · g8 білий кружок · h8 чорний хрестик · f7 чорний кружок · g7 білий кружок · h7 чорний хрестик · h6 чорний хрестик · h5 білий пішак | f8 чорний кружок · g8 білий кружок · h8 чорний хрестик · f7 чорний кружок · g7 білий кружок · h7 чорний хрестик · h6 чорний хрестик · h5 білий пішак | f8 чорний кружок · g8 білий кружок · h8 чорний хрестик · f7 чорний кружок · g7 білий кружок · h7 чорний хрестик · h6 чорний хрестик · h5 білий пішак | 8 |
| 7 | f8 чорний кружок · g8 білий кружок · h8 чорний хрестик · f7 чорний кружок · g7 білий кружок · h7 чорний хрестик · h6 чорний хрестик · h5 білий пішак | f8 чорний кружок · g8 білий кружок · h8 чорний хрестик · f7 чорний кружок · g7 білий кружок · h7 чорний хрестик · h6 чорний хрестик · h5 білий пішак | f8 чорний кружок · g8 білий кружок · h8 чорний хрестик · f7 чорний кружок · g7 білий кружок · h7 чорний хрестик · h6 чорний хрестик · h5 білий пішак | f8 чорний кружок · g8 білий кружок · h8 чорний хрестик · f7 чорний кружок · g7 білий кружок · h7 чорний хрестик · h6 чорний хрестик · h5 білий пішак | f8 чорний кружок · g8 білий кружок · h8 чорний хрестик · f7 чорний кружок · g7 білий кружок · h7 чорний хрестик · h6 чорний хрестик · h5 білий пішак | f8 чорний кружок · g8 білий кружок · h8 чорний хрестик · f7 чорний кружок · g7 білий кружок · h7 чорний хрестик · h6 чорний хрестик · h5 білий пішак | f8 чорний кружок · g8 білий кружок · h8 чорний хрестик · f7 чорний кружок · g7 білий кружок · h7 чорний хрестик · h6 чорний хрестик · h5 білий пішак | f8 чорний кружок · g8 білий кружок · h8 чорний хрестик · f7 чорний кружок · g7 білий кружок · h7 чорний хрестик · h6 чорний хрестик · h5 білий пішак | 7 |
| 6 | f8 чорний кружок · g8 білий кружок · h8 чорний хрестик · f7 чорний кружок · g7 білий кружок · h7 чорний хрестик · h6 чорний хрестик · h5 білий пішак | f8 чорний кружок · g8 білий кружок · h8 чорний хрестик · f7 чорний кружок · g7 білий кружок · h7 чорний хрестик · h6 чорний хрестик · h5 білий пішак | f8 чорний кружок · g8 білий кружок · h8 чорний хрестик · f7 чорний кружок · g7 білий кружок · h7 чорний хрестик · h6 чорний хрестик · h5 білий пішак | f8 чорний кружок · g8 білий кружок · h8 чорний хрестик · f7 чорний кружок · g7 білий кружок · h7 чорний хрестик · h6 чорний хрестик · h5 білий пішак | f8 чорний кружок · g8 білий кружок · h8 чорний хрестик · f7 чорний кружок · g7 білий кружок · h7 чорний хрестик · h6 чорний хрестик · h5 білий пішак | f8 чорний кружок · g8 білий кружок · h8 чорний хрестик · f7 чорний кружок · g7 білий кружок · h7 чорний хрестик · h6 чорний хрестик · h5 білий пішак | f8 чорний кружок · g8 білий кружок · h8 чорний хрестик · f7 чорний кружок · g7 білий кружок · h7 чорний хрестик · h6 чорний хрестик · h5 білий пішак | f8 чорний кружок · g8 білий кружок · h8 чорний хрестик · f7 чорний кружок · g7 білий кружок · h7 чорний хрестик · h6 чорний хрестик · h5 білий пішак | 6 |
| 5 | f8 чорний кружок · g8 білий кружок · h8 чорний хрестик · f7 чорний кружок · g7 білий кружок · h7 чорний хрестик · h6 чорний хрестик · h5 білий пішак | f8 чорний кружок · g8 білий кружок · h8 чорний хрестик · f7 чорний кружок · g7 білий кружок · h7 чорний хрестик · h6 чорний хрестик · h5 білий пішак | f8 чорний кружок · g8 білий кружок · h8 чорний хрестик · f7 чорний кружок · g7 білий кружок · h7 чорний хрестик · h6 чорний хрестик · h5 білий пішак | f8 чорний кружок · g8 білий кружок · h8 чорний хрестик · f7 чорний кружок · g7 білий кружок · h7 чорний хрестик · h6 чорний хрестик · h5 білий пішак | f8 чорний кружок · g8 білий кружок · h8 чорний хрестик · f7 чорний кружок · g7 білий кружок · h7 чорний хрестик · h6 чорний хрестик · h5 білий пішак | f8 чорний кружок · g8 білий кружок · h8 чорний хрестик · f7 чорний кружок · g7 білий кружок · h7 чорний хрестик · h6 чорний хрестик · h5 білий пішак | f8 чорний кружок · g8 білий кружок · h8 чорний хрестик · f7 чорний кружок · g7 білий кружок · h7 чорний хрестик · h6 чорний хрестик · h5 білий пішак | f8 чорний кружок · g8 білий кружок · h8 чорний хрестик · f7 чорний кружок · g7 білий кружок · h7 чорний хрестик · h6 чорний хрестик · h5 білий пішак | 5 |
| 4 | f8 чорний кружок · g8 білий кружок · h8 чорний хрестик · f7 чорний кружок · g7 білий кружок · h7 чорний хрестик · h6 чорний хрестик · h5 білий пішак | f8 чорний кружок · g8 білий кружок · h8 чорний хрестик · f7 чорний кружок · g7 білий кружок · h7 чорний хрестик · h6 чорний хрестик · h5 білий пішак | f8 чорний кружок · g8 білий кружок · h8 чорний хрестик · f7 чорний кружок · g7 білий кружок · h7 чорний хрестик · h6 чорний хрестик · h5 білий пішак | f8 чорний кружок · g8 білий кружок · h8 чорний хрестик · f7 чорний кружок · g7 білий кружок · h7 чорний хрестик · h6 чорний хрестик · h5 білий пішак | f8 чорний кружок · g8 білий кружок · h8 чорний хрестик · f7 чорний кружок · g7 білий кружок · h7 чорний хрестик · h6 чорний хрестик · h5 білий пішак | f8 чорний кружок · g8 білий кружок · h8 чорний хрестик · f7 чорний кружок · g7 білий кружок · h7 чорний хрестик · h6 чорний хрестик · h5 білий пішак | f8 чорний кружок · g8 білий кружок · h8 чорний хрестик · f7 чорний кружок · g7 білий кружок · h7 чорний хрестик · h6 чорний хрестик · h5 білий пішак | f8 чорний кружок · g8 білий кружок · h8 чорний хрестик · f7 чорний кружок · g7 білий кружок · h7 чорний хрестик · h6 чорний хрестик · h5 білий пішак | 4 |
| 3 | f8 чорний кружок · g8 білий кружок · h8 чорний хрестик · f7 чорний кружок · g7 білий кружок · h7 чорний хрестик · h6 чорний хрестик · h5 білий пішак | f8 чорний кружок · g8 білий кружок · h8 чорний хрестик · f7 чорний кружок · g7 білий кружок · h7 чорний хрестик · h6 чорний хрестик · h5 білий пішак | f8 чорний кружок · g8 білий кружок · h8 чорний хрестик · f7 чорний кружок · g7 білий кружок · h7 чорний хрестик · h6 чорний хрестик · h5 білий пішак | f8 чорний кружок · g8 білий кружок · h8 чорний хрестик · f7 чорний кружок · g7 білий кружок · h7 чорний хрестик · h6 чорний хрестик · h5 білий пішак | f8 чорний кружок · g8 білий кружок · h8 чорний хрестик · f7 чорний кружок · g7 білий кружок · h7 чорний хрестик · h6 чорний хрестик · h5 білий пішак | f8 чорний кружок · g8 білий кружок · h8 чорний хрестик · f7 чорний кружок · g7 білий кружок · h7 чорний хрестик · h6 чорний хрестик · h5 білий пішак | f8 чорний кружок · g8 білий кружок · h8 чорний хрестик · f7 чорний кружок · g7 білий кружок · h7 чорний хрестик · h6 чорний хрестик · h5 білий пішак | f8 чорний кружок · g8 білий кружок · h8 чорний хрестик · f7 чорний кружок · g7 білий кружок · h7 чорний хрестик · h6 чорний хрестик · h5 білий пішак | 3 |
| 2 | f8 чорний кружок · g8 білий кружок · h8 чорний хрестик · f7 чорний кружок · g7 білий кружок · h7 чорний хрестик · h6 чорний хрестик · h5 білий пішак | f8 чорний кружок · g8 білий кружок · h8 чорний хрестик · f7 чорний кружок · g7 білий кружок · h7 чорний хрестик · h6 чорний хрестик · h5 білий пішак | f8 чорний кружок · g8 білий кружок · h8 чорний хрестик · f7 чорний кружок · g7 білий кружок · h7 чорний хрестик · h6 чорний хрестик · h5 білий пішак | f8 чорний кружок · g8 білий кружок · h8 чорний хрестик · f7 чорний кружок · g7 білий кружок · h7 чорний хрестик · h6 чорний хрестик · h5 білий пішак | f8 чорний кружок · g8 білий кружок · h8 чорний хрестик · f7 чорний кружок · g7 білий кружок · h7 чорний хрестик · h6 чорний хрестик · h5 білий пішак | f8 чорний кружок · g8 білий кружок · h8 чорний хрестик · f7 чорний кружок · g7 білий кружок · h7 чорний хрестик · h6 чорний хрестик · h5 білий пішак | f8 чорний кружок · g8 білий кружок · h8 чорний хрестик · f7 чорний кружок · g7 білий кружок · h7 чорний хрестик · h6 чорний хрестик · h5 білий пішак | f8 чорний кружок · g8 білий кружок · h8 чорний хрестик · f7 чорний кружок · g7 білий кружок · h7 чорний хрестик · h6 чорний хрестик · h5 білий пішак | 2 |
| 1 | f8 чорний кружок · g8 білий кружок · h8 чорний хрестик · f7 чорний кружок · g7 білий кружок · h7 чорний хрестик · h6 чорний хрестик · h5 білий пішак | f8 чорний кружок · g8 білий кружок · h8 чорний хрестик · f7 чорний кружок · g7 білий кружок · h7 чорний хрестик · h6 чорний хрестик · h5 білий пішак | f8 чорний кружок · g8 білий кружок · h8 чорний хрестик · f7 чорний кружок · g7 білий кружок · h7 чорний хрестик · h6 чорний хрестик · h5 білий пішак | f8 чорний кружок · g8 білий кружок · h8 чорний хрестик · f7 чорний кружок · g7 білий кружок · h7 чорний хрестик · h6 чорний хрестик · h5 білий пішак | f8 чорний кружок · g8 білий кружок · h8 чорний хрестик · f7 чорний кружок · g7 білий кружок · h7 чорний хрестик · h6 чорний хрестик · h5 білий пішак | f8 чорний кружок · g8 білий кружок · h8 чорний хрестик · f7 чорний кружок · g7 білий кружок · h7 чорний хрестик · h6 чорний хрестик · h5 білий пішак | f8 чорний кружок · g8 білий кружок · h8 чорний хрестик · f7 чорний кружок · g7 білий кружок · h7 чорний хрестик · h6 чорний хрестик · h5 білий пішак | f8 чорний кружок · g8 білий кружок · h8 чорний хрестик · f7 чорний кружок · g7 білий кружок · h7 чорний хрестик · h6 чорний хрестик · h5 білий пішак | 1 |
|   | a | b | c | d | e | f | g | h |   |

## Інші пішаки
У цьому розділі розглядається випадок, коли пішак знаходиться на будь-якій лінії окрім a чи h.

### Критична позиція
|   | a                                                   | b                                                   | c                                                   | d                                                   | e                                                   | f                                                   | g                                                   | h                                                   |   |
| 8 | d8 чорний король · d7 білий пішак · e6 білий король | d8 чорний король · d7 білий пішак · e6 білий король | d8 чорний король · d7 білий пішак · e6 білий король | d8 чорний король · d7 білий пішак · e6 білий король | d8 чорний король · d7 білий пішак · e6 білий король | d8 чорний король · d7 білий пішак · e6 білий король | d8 чорний король · d7 білий пішак · e6 білий король | d8 чорний король · d7 білий пішак · e6 білий король | 8 |
| 7 | d8 чорний король · d7 білий пішак · e6 білий король | d8 чорний король · d7 білий пішак · e6 білий король | d8 чорний король · d7 білий пішак · e6 білий король | d8 чорний король · d7 білий пішак · e6 білий король | d8 чорний король · d7 білий пішак · e6 білий король | d8 чорний король · d7 білий пішак · e6 білий король | d8 чорний король · d7 білий пішак · e6 білий король | d8 чорний король · d7 білий пішак · e6 білий король | 7 |
| 6 | d8 чорний король · d7 білий пішак · e6 білий король | d8 чорний король · d7 білий пішак · e6 білий король | d8 чорний король · d7 білий пішак · e6 білий король | d8 чорний король · d7 білий пішак · e6 білий король | d8 чорний король · d7 білий пішак · e6 білий король | d8 чорний король · d7 білий пішак · e6 білий король | d8 чорний король · d7 білий пішак · e6 білий король | d8 чорний король · d7 білий пішак · e6 білий король | 6 |
| 5 | d8 чорний король · d7 білий пішак · e6 білий король | d8 чорний король · d7 білий пішак · e6 білий король | d8 чорний король · d7 білий пішак · e6 білий король | d8 чорний король · d7 білий пішак · e6 білий король | d8 чорний король · d7 білий пішак · e6 білий король | d8 чорний король · d7 білий пішак · e6 білий король | d8 чорний король · d7 білий пішак · e6 білий король | d8 чорний король · d7 білий пішак · e6 білий король | 5 |
| 4 | d8 чорний король · d7 білий пішак · e6 білий король | d8 чорний король · d7 білий пішак · e6 білий король | d8 чорний король · d7 білий пішак · e6 білий король | d8 чорний король · d7 білий пішак · e6 білий король | d8 чорний король · d7 білий пішак · e6 білий король | d8 чорний король · d7 білий пішак · e6 білий король | d8 чорний король · d7 білий пішак · e6 білий король | d8 чорний король · d7 білий пішак · e6 білий король | 4 |
| 3 | d8 чорний король · d7 білий пішак · e6 білий король | d8 чорний король · d7 білий пішак · e6 білий король | d8 чорний король · d7 білий пішак · e6 білий король | d8 чорний король · d7 білий пішак · e6 білий король | d8 чорний король · d7 білий пішак · e6 білий король | d8 чорний король · d7 білий пішак · e6 білий король | d8 чорний король · d7 білий пішак · e6 білий король | d8 чорний король · d7 білий пішак · e6 білий король | 3 |
| 2 | d8 чорний король · d7 білий пішак · e6 білий король | d8 чорний король · d7 білий пішак · e6 білий король | d8 чорний король · d7 білий пішак · e6 білий король | d8 чорний король · d7 білий пішак · e6 білий король | d8 чорний король · d7 білий пішак · e6 білий король | d8 чорний король · d7 білий пішак · e6 білий король | d8 чорний король · d7 білий пішак · e6 білий король | d8 чорний король · d7 білий пішак · e6 білий король | 2 |
| 1 | d8 чорний король · d7 білий пішак · e6 білий король | d8 чорний король · d7 білий пішак · e6 білий король | d8 чорний король · d7 білий пішак · e6 білий король | d8 чорний король · d7 білий пішак · e6 білий король | d8 чорний король · d7 білий пішак · e6 білий король | d8 чорний король · d7 білий пішак · e6 білий король | d8 чорний король · d7 білий пішак · e6 білий король | d8 чорний король · d7 білий пішак · e6 білий король | 1 |
|   | a                                                   | b                                                   | c                                                   | d                                                   | e                                                   | f                                                   | g                                                   | h                                                   |   |

Позиція, зображена праворуч, називається критичною позицією. Так же називається симетрична до неї позиція з білим королем на c6 і аналогічні позиції з пішаком на інших вертикалях, окрім a і h.
При ході білих вони або грають 1.Kpd6 з патом, або роблять будь-який інший хід і одразу ж втрачають пішака. При ході чорних вимушеним є вихід короля з-під пішака 1. … Крс7, що дозволяє білим після 2.Кре7 форсовано перетворити пішака на ферзя.
Отже, критична позиція є невигідною для того, чий хід є наступним. І навпаки, той, хто створив критичну позицію, добився своєї мети (перемога для білих, нічия для чорних).

### Гра за чорних
Якщо чорні поставили свого короля безпосередньо перед пішаком, вони можуть добитись нічиєї, де б не знаходився король суперника.
Алгоритм кожного ходу чорних:
1. Взяти пішака
2. Якщо це є неможливим, поставити короля безпосередньо перед нею
3. Якщо і це є неможливим, поставити короля на відстані 2-х ходів перед нею
4. Якщо і це є неможливим, поставити короля на відстані 2-х ходів перед королем суперника.

|   | a                                                                                          | b                                                                                          | c                                                                                          | d                                                                                          | e                                                                                          | f                                                                                          | g                                                                                          | h                                                                                          |   |
| 8 | e3 чорний король · e2 білий пішак · d1 білий хрестик · e1 білий хрестик · f1 білий хрестик | e3 чорний король · e2 білий пішак · d1 білий хрестик · e1 білий хрестик · f1 білий хрестик | e3 чорний король · e2 білий пішак · d1 білий хрестик · e1 білий хрестик · f1 білий хрестик | e3 чорний король · e2 білий пішак · d1 білий хрестик · e1 білий хрестик · f1 білий хрестик | e3 чорний король · e2 білий пішак · d1 білий хрестик · e1 білий хрестик · f1 білий хрестик | e3 чорний король · e2 білий пішак · d1 білий хрестик · e1 білий хрестик · f1 білий хрестик | e3 чорний король · e2 білий пішак · d1 білий хрестик · e1 білий хрестик · f1 білий хрестик | e3 чорний король · e2 білий пішак · d1 білий хрестик · e1 білий хрестик · f1 білий хрестик | 8 |
| 7 | e3 чорний король · e2 білий пішак · d1 білий хрестик · e1 білий хрестик · f1 білий хрестик | e3 чорний король · e2 білий пішак · d1 білий хрестик · e1 білий хрестик · f1 білий хрестик | e3 чорний король · e2 білий пішак · d1 білий хрестик · e1 білий хрестик · f1 білий хрестик | e3 чорний король · e2 білий пішак · d1 білий хрестик · e1 білий хрестик · f1 білий хрестик | e3 чорний король · e2 білий пішак · d1 білий хрестик · e1 білий хрестик · f1 білий хрестик | e3 чорний король · e2 білий пішак · d1 білий хрестик · e1 білий хрестик · f1 білий хрестик | e3 чорний король · e2 білий пішак · d1 білий хрестик · e1 білий хрестик · f1 білий хрестик | e3 чорний король · e2 білий пішак · d1 білий хрестик · e1 білий хрестик · f1 білий хрестик | 7 |
| 6 | e3 чорний король · e2 білий пішак · d1 білий хрестик · e1 білий хрестик · f1 білий хрестик | e3 чорний король · e2 білий пішак · d1 білий хрестик · e1 білий хрестик · f1 білий хрестик | e3 чорний король · e2 білий пішак · d1 білий хрестик · e1 білий хрестик · f1 білий хрестик | e3 чорний король · e2 білий пішак · d1 білий хрестик · e1 білий хрестик · f1 білий хрестик | e3 чорний король · e2 білий пішак · d1 білий хрестик · e1 білий хрестик · f1 білий хрестик | e3 чорний король · e2 білий пішак · d1 білий хрестик · e1 білий хрестик · f1 білий хрестик | e3 чорний король · e2 білий пішак · d1 білий хрестик · e1 білий хрестик · f1 білий хрестик | e3 чорний король · e2 білий пішак · d1 білий хрестик · e1 білий хрестик · f1 білий хрестик | 6 |
| 5 | e3 чорний король · e2 білий пішак · d1 білий хрестик · e1 білий хрестик · f1 білий хрестик | e3 чорний король · e2 білий пішак · d1 білий хрестик · e1 білий хрестик · f1 білий хрестик | e3 чорний король · e2 білий пішак · d1 білий хрестик · e1 білий хрестик · f1 білий хрестик | e3 чорний король · e2 білий пішак · d1 білий хрестик · e1 білий хрестик · f1 білий хрестик | e3 чорний король · e2 білий пішак · d1 білий хрестик · e1 білий хрестик · f1 білий хрестик | e3 чорний король · e2 білий пішак · d1 білий хрестик · e1 білий хрестик · f1 білий хрестик | e3 чорний король · e2 білий пішак · d1 білий хрестик · e1 білий хрестик · f1 білий хрестик | e3 чорний король · e2 білий пішак · d1 білий хрестик · e1 білий хрестик · f1 білий хрестик | 5 |
| 4 | e3 чорний король · e2 білий пішак · d1 білий хрестик · e1 білий хрестик · f1 білий хрестик | e3 чорний король · e2 білий пішак · d1 білий хрестик · e1 білий хрестик · f1 білий хрестик | e3 чорний король · e2 білий пішак · d1 білий хрестик · e1 білий хрестик · f1 білий хрестик | e3 чорний король · e2 білий пішак · d1 білий хрестик · e1 білий хрестик · f1 білий хрестик | e3 чорний король · e2 білий пішак · d1 білий хрестик · e1 білий хрестик · f1 білий хрестик | e3 чорний король · e2 білий пішак · d1 білий хрестик · e1 білий хрестик · f1 білий хрестик | e3 чорний король · e2 білий пішак · d1 білий хрестик · e1 білий хрестик · f1 білий хрестик | e3 чорний король · e2 білий пішак · d1 білий хрестик · e1 білий хрестик · f1 білий хрестик | 4 |
| 3 | e3 чорний король · e2 білий пішак · d1 білий хрестик · e1 білий хрестик · f1 білий хрестик | e3 чорний король · e2 білий пішак · d1 білий хрестик · e1 білий хрестик · f1 білий хрестик | e3 чорний король · e2 білий пішак · d1 білий хрестик · e1 білий хрестик · f1 білий хрестик | e3 чорний король · e2 білий пішак · d1 білий хрестик · e1 білий хрестик · f1 білий хрестик | e3 чорний король · e2 білий пішак · d1 білий хрестик · e1 білий хрестик · f1 білий хрестик | e3 чорний король · e2 білий пішак · d1 білий хрестик · e1 білий хрестик · f1 білий хрестик | e3 чорний король · e2 білий пішак · d1 білий хрестик · e1 білий хрестик · f1 білий хрестик | e3 чорний король · e2 білий пішак · d1 білий хрестик · e1 білий хрестик · f1 білий хрестик | 3 |
| 2 | e3 чорний король · e2 білий пішак · d1 білий хрестик · e1 білий хрестик · f1 білий хрестик | e3 чорний король · e2 білий пішак · d1 білий хрестик · e1 білий хрестик · f1 білий хрестик | e3 чорний король · e2 білий пішак · d1 білий хрестик · e1 білий хрестик · f1 білий хрестик | e3 чорний король · e2 білий пішак · d1 білий хрестик · e1 білий хрестик · f1 білий хрестик | e3 чорний король · e2 білий пішак · d1 білий хрестик · e1 білий хрестик · f1 білий хрестик | e3 чорний король · e2 білий пішак · d1 білий хрестик · e1 білий хрестик · f1 білий хрестик | e3 чорний король · e2 білий пішак · d1 білий хрестик · e1 білий хрестик · f1 білий хрестик | e3 чорний король · e2 білий пішак · d1 білий хрестик · e1 білий хрестик · f1 білий хрестик | 2 |
| 1 | e3 чорний король · e2 білий пішак · d1 білий хрестик · e1 білий хрестик · f1 білий хрестик | e3 чорний король · e2 білий пішак · d1 білий хрестик · e1 білий хрестик · f1 білий хрестик | e3 чорний король · e2 білий пішак · d1 білий хрестик · e1 білий хрестик · f1 білий хрестик | e3 чорний король · e2 білий пішак · d1 білий хрестик · e1 білий хрестик · f1 білий хрестик | e3 чорний король · e2 білий пішак · d1 білий хрестик · e1 білий хрестик · f1 білий хрестик | e3 чорний король · e2 білий пішак · d1 білий хрестик · e1 білий хрестик · f1 білий хрестик | e3 чорний король · e2 білий пішак · d1 білий хрестик · e1 білий хрестик · f1 білий хрестик | e3 чорний король · e2 білий пішак · d1 білий хрестик · e1 білий хрестик · f1 білий хрестик | 1 |
|   | a                                                                                          | b                                                                                          | c                                                                                          | d                                                                                          | e                                                                                          | f                                                                                          | g                                                                                          | h                                                                                          |   |

|   | a                                                   | b                                                   | c                                                   | d                                                   | e                                                   | f                                                   | g                                                   | h                                                   |   |
| 8 | e4 чорний король · e3 білий пішак · d2 білий король | e4 чорний король · e3 білий пішак · d2 білий король | e4 чорний король · e3 білий пішак · d2 білий король | e4 чорний король · e3 білий пішак · d2 білий король | e4 чорний король · e3 білий пішак · d2 білий король | e4 чорний король · e3 білий пішак · d2 білий король | e4 чорний король · e3 білий пішак · d2 білий король | e4 чорний король · e3 білий пішак · d2 білий король | 8 |
| 7 | e4 чорний король · e3 білий пішак · d2 білий король | e4 чорний король · e3 білий пішак · d2 білий король | e4 чорний король · e3 білий пішак · d2 білий король | e4 чорний король · e3 білий пішак · d2 білий король | e4 чорний король · e3 білий пішак · d2 білий король | e4 чорний король · e3 білий пішак · d2 білий король | e4 чорний король · e3 білий пішак · d2 білий король | e4 чорний король · e3 білий пішак · d2 білий король | 7 |
| 6 | e4 чорний король · e3 білий пішак · d2 білий король | e4 чорний король · e3 білий пішак · d2 білий король | e4 чорний король · e3 білий пішак · d2 білий король | e4 чорний король · e3 білий пішак · d2 білий король | e4 чорний король · e3 білий пішак · d2 білий король | e4 чорний король · e3 білий пішак · d2 білий король | e4 чорний король · e3 білий пішак · d2 білий король | e4 чорний король · e3 білий пішак · d2 білий король | 6 |
| 5 | e4 чорний король · e3 білий пішак · d2 білий король | e4 чорний король · e3 білий пішак · d2 білий король | e4 чорний король · e3 білий пішак · d2 білий король | e4 чорний король · e3 білий пішак · d2 білий король | e4 чорний король · e3 білий пішак · d2 білий король | e4 чорний король · e3 білий пішак · d2 білий король | e4 чорний король · e3 білий пішак · d2 білий король | e4 чорний король · e3 білий пішак · d2 білий король | 5 |
| 4 | e4 чорний король · e3 білий пішак · d2 білий король | e4 чорний король · e3 білий пішак · d2 білий король | e4 чорний король · e3 білий пішак · d2 білий король | e4 чорний король · e3 білий пішак · d2 білий король | e4 чорний король · e3 білий пішак · d2 білий король | e4 чорний король · e3 білий пішак · d2 білий король | e4 чорний король · e3 білий пішак · d2 білий король | e4 чорний король · e3 білий пішак · d2 білий король | 4 |
| 3 | e4 чорний король · e3 білий пішак · d2 білий король | e4 чорний король · e3 білий пішак · d2 білий король | e4 чорний король · e3 білий пішак · d2 білий король | e4 чорний король · e3 білий пішак · d2 білий король | e4 чорний король · e3 білий пішак · d2 білий король | e4 чорний король · e3 білий пішак · d2 білий король | e4 чорний король · e3 білий пішак · d2 білий король | e4 чорний король · e3 білий пішак · d2 білий король | 3 |
| 2 | e4 чорний король · e3 білий пішак · d2 білий король | e4 чорний король · e3 білий пішак · d2 білий король | e4 чорний король · e3 білий пішак · d2 білий король | e4 чорний король · e3 білий пішак · d2 білий король | e4 чорний король · e3 білий пішак · d2 білий король | e4 чорний король · e3 білий пішак · d2 білий король | e4 чорний король · e3 білий пішак · d2 білий король | e4 чорний король · e3 білий пішак · d2 білий король | 2 |
| 1 | e4 чорний король · e3 білий пішак · d2 білий король | e4 чорний король · e3 білий пішак · d2 білий король | e4 чорний король · e3 білий пішак · d2 білий король | e4 чорний король · e3 білий пішак · d2 білий король | e4 чорний король · e3 білий пішак · d2 білий король | e4 чорний король · e3 білий пішак · d2 білий король | e4 чорний король · e3 білий пішак · d2 білий король | e4 чорний король · e3 білий пішак · d2 білий король | 1 |
|   | a                                                   | b                                                   | c                                                   | d                                                   | e                                                   | f                                                   | g                                                   | h                                                   |   |

|   | a                                                   | b                                                   | c                                                   | d                                                   | e                                                   | f                                                   | g                                                   | h                                                   |   |
| 8 | d8 чорний король · c6 білий король · d6 білий пішак | d8 чорний король · c6 білий король · d6 білий пішак | d8 чорний король · c6 білий король · d6 білий пішак | d8 чорний король · c6 білий король · d6 білий пішак | d8 чорний король · c6 білий король · d6 білий пішак | d8 чорний король · c6 білий король · d6 білий пішак | d8 чорний король · c6 білий король · d6 білий пішак | d8 чорний король · c6 білий король · d6 білий пішак | 8 |
| 7 | d8 чорний король · c6 білий король · d6 білий пішак | d8 чорний король · c6 білий король · d6 білий пішак | d8 чорний король · c6 білий король · d6 білий пішак | d8 чорний король · c6 білий король · d6 білий пішак | d8 чорний король · c6 білий король · d6 білий пішак | d8 чорний король · c6 білий король · d6 білий пішак | d8 чорний король · c6 білий король · d6 білий пішак | d8 чорний король · c6 білий король · d6 білий пішак | 7 |
| 6 | d8 чорний король · c6 білий король · d6 білий пішак | d8 чорний король · c6 білий король · d6 білий пішак | d8 чорний король · c6 білий король · d6 білий пішак | d8 чорний король · c6 білий король · d6 білий пішак | d8 чорний король · c6 білий король · d6 білий пішак | d8 чорний король · c6 білий король · d6 білий пішак | d8 чорний король · c6 білий король · d6 білий пішак | d8 чорний король · c6 білий король · d6 білий пішак | 6 |
| 5 | d8 чорний король · c6 білий король · d6 білий пішак | d8 чорний король · c6 білий король · d6 білий пішак | d8 чорний король · c6 білий король · d6 білий пішак | d8 чорний король · c6 білий король · d6 білий пішак | d8 чорний король · c6 білий король · d6 білий пішак | d8 чорний король · c6 білий король · d6 білий пішак | d8 чорний король · c6 білий король · d6 білий пішак | d8 чорний король · c6 білий король · d6 білий пішак | 5 |
| 4 | d8 чорний король · c6 білий король · d6 білий пішак | d8 чорний король · c6 білий король · d6 білий пішак | d8 чорний король · c6 білий король · d6 білий пішак | d8 чорний король · c6 білий король · d6 білий пішак | d8 чорний король · c6 білий король · d6 білий пішак | d8 чорний король · c6 білий король · d6 білий пішак | d8 чорний король · c6 білий король · d6 білий пішак | d8 чорний король · c6 білий король · d6 білий пішак | 4 |
| 3 | d8 чорний король · c6 білий король · d6 білий пішак | d8 чорний король · c6 білий король · d6 білий пішак | d8 чорний король · c6 білий король · d6 білий пішак | d8 чорний король · c6 білий король · d6 білий пішак | d8 чорний король · c6 білий король · d6 білий пішак | d8 чорний король · c6 білий король · d6 білий пішак | d8 чорний король · c6 білий король · d6 білий пішак | d8 чорний король · c6 білий король · d6 білий пішак | 3 |
| 2 | d8 чорний король · c6 білий король · d6 білий пішак | d8 чорний король · c6 білий король · d6 білий пішак | d8 чорний король · c6 білий король · d6 білий пішак | d8 чорний король · c6 білий король · d6 білий пішак | d8 чорний король · c6 білий король · d6 білий пішак | d8 чорний король · c6 білий король · d6 білий пішак | d8 чорний король · c6 білий король · d6 білий пішак | d8 чорний король · c6 білий король · d6 білий пішак | 2 |
| 1 | d8 чорний король · c6 білий король · d6 білий пішак | d8 чорний король · c6 білий король · d6 білий пішак | d8 чорний король · c6 білий король · d6 білий пішак | d8 чорний король · c6 білий король · d6 білий пішак | d8 чорний король · c6 білий король · d6 білий пішак | d8 чорний король · c6 білий король · d6 білий пішак | d8 чорний король · c6 білий король · d6 білий пішак | d8 чорний король · c6 білий король · d6 білий пішак | 1 |
|   | a                                                   | b                                                   | c                                                   | d                                                   | e                                                   | f                                                   | g                                                   | h                                                   |   |

Щоб переконатись у тому, що алгоритм працює, допустимо для прикладу, що білий пішак стоїть на e2, а чорні зробили хід Крe3 (діаграма 1). Щоб не втратити пішака, білі повинні піти королем на одне з полів d1, e1, f1 (позначені хрестиками)
1. Крd1 (або e1, або f1) Крe4
Хід пішаком приводить до його втрати. При будь-якому ході білим королем, крім d2 або f2, чорний король повертається на e3, білий король повинен знову йти на d1, e1 або f1, і позиція повертається до початкової. Тому
2. Крd2 (або f2) Крd4 (або f4 відповідно)
Після довільного ходу білим королем чорні повертають короля на e3, і позиція повертається до початкової. Тому
3. e3 Крe4
Отримується позиція, подана на діаграмі 2 (або симетрична до неї з білим королем на f2):
Знову чорний король знаходиться перед пішаком, і хід білих, але пішак і чорний король просунулись на одне поле.
Після декількох таких просувань буде отримано критичну позицію при ході білих. Нічия.
Інші правила:
- Якщо чорні поставили короля на відстань 2-х ходів перед білим пішаком, вони також можуть добитись нічиєї, якщо пішак не на шостій горизонталі. На шостій горизонталі є один виняток — позиція на діаграмі 3 (а також симетрична до неї позиція й аналогічні позиції з пішаком на інших вертикалях). Алгоритм той же, що описаний вище.
- Якщо білі зробили хід, після якого чорний король опинився перед білим пішаком на відстані 1-го або 2-х ходів, позиція є нічийною, за винятком критичної позиції Алгоритм той же.

## Гра за білих
|   | a                                                                       | b                                                                       | c                                                                       | d                                                                       | e                                                                       | f                                                                       | g                                                                       | h                                                                       |   |
| 8 | f8 чорний хрестик · h8 чорний король · f7 білий король · g6 білий пішак | f8 чорний хрестик · h8 чорний король · f7 білий король · g6 білий пішак | f8 чорний хрестик · h8 чорний король · f7 білий король · g6 білий пішак | f8 чорний хрестик · h8 чорний король · f7 білий король · g6 білий пішак | f8 чорний хрестик · h8 чорний король · f7 білий король · g6 білий пішак | f8 чорний хрестик · h8 чорний король · f7 білий король · g6 білий пішак | f8 чорний хрестик · h8 чорний король · f7 білий король · g6 білий пішак | f8 чорний хрестик · h8 чорний король · f7 білий король · g6 білий пішак | 8 |
| 7 | f8 чорний хрестик · h8 чорний король · f7 білий король · g6 білий пішак | f8 чорний хрестик · h8 чорний король · f7 білий король · g6 білий пішак | f8 чорний хрестик · h8 чорний король · f7 білий король · g6 білий пішак | f8 чорний хрестик · h8 чорний король · f7 білий король · g6 білий пішак | f8 чорний хрестик · h8 чорний король · f7 білий король · g6 білий пішак | f8 чорний хрестик · h8 чорний король · f7 білий король · g6 білий пішак | f8 чорний хрестик · h8 чорний король · f7 білий король · g6 білий пішак | f8 чорний хрестик · h8 чорний король · f7 білий король · g6 білий пішак | 7 |
| 6 | f8 чорний хрестик · h8 чорний король · f7 білий король · g6 білий пішак | f8 чорний хрестик · h8 чорний король · f7 білий король · g6 білий пішак | f8 чорний хрестик · h8 чорний король · f7 білий король · g6 білий пішак | f8 чорний хрестик · h8 чорний король · f7 білий король · g6 білий пішак | f8 чорний хрестик · h8 чорний король · f7 білий король · g6 білий пішак | f8 чорний хрестик · h8 чорний король · f7 білий король · g6 білий пішак | f8 чорний хрестик · h8 чорний король · f7 білий король · g6 білий пішак | f8 чорний хрестик · h8 чорний король · f7 білий король · g6 білий пішак | 6 |
| 5 | f8 чорний хрестик · h8 чорний король · f7 білий король · g6 білий пішак | f8 чорний хрестик · h8 чорний король · f7 білий король · g6 білий пішак | f8 чорний хрестик · h8 чорний король · f7 білий король · g6 білий пішак | f8 чорний хрестик · h8 чорний король · f7 білий король · g6 білий пішак | f8 чорний хрестик · h8 чорний король · f7 білий король · g6 білий пішак | f8 чорний хрестик · h8 чорний король · f7 білий король · g6 білий пішак | f8 чорний хрестик · h8 чорний король · f7 білий король · g6 білий пішак | f8 чорний хрестик · h8 чорний король · f7 білий король · g6 білий пішак | 5 |
| 4 | f8 чорний хрестик · h8 чорний король · f7 білий король · g6 білий пішак | f8 чорний хрестик · h8 чорний король · f7 білий король · g6 білий пішак | f8 чорний хрестик · h8 чорний король · f7 білий король · g6 білий пішак | f8 чорний хрестик · h8 чорний король · f7 білий король · g6 білий пішак | f8 чорний хрестик · h8 чорний король · f7 білий король · g6 білий пішак | f8 чорний хрестик · h8 чорний король · f7 білий король · g6 білий пішак | f8 чорний хрестик · h8 чорний король · f7 білий король · g6 білий пішак | f8 чорний хрестик · h8 чорний король · f7 білий король · g6 білий пішак | 4 |
| 3 | f8 чорний хрестик · h8 чорний король · f7 білий король · g6 білий пішак | f8 чорний хрестик · h8 чорний король · f7 білий король · g6 білий пішак | f8 чорний хрестик · h8 чорний король · f7 білий король · g6 білий пішак | f8 чорний хрестик · h8 чорний король · f7 білий король · g6 білий пішак | f8 чорний хрестик · h8 чорний король · f7 білий король · g6 білий пішак | f8 чорний хрестик · h8 чорний король · f7 білий король · g6 білий пішак | f8 чорний хрестик · h8 чорний король · f7 білий король · g6 білий пішак | f8 чорний хрестик · h8 чорний король · f7 білий король · g6 білий пішак | 3 |
| 2 | f8 чорний хрестик · h8 чорний король · f7 білий король · g6 білий пішак | f8 чорний хрестик · h8 чорний король · f7 білий король · g6 білий пішак | f8 чорний хрестик · h8 чорний король · f7 білий король · g6 білий пішак | f8 чорний хрестик · h8 чорний король · f7 білий король · g6 білий пішак | f8 чорний хрестик · h8 чорний король · f7 білий король · g6 білий пішак | f8 чорний хрестик · h8 чорний король · f7 білий король · g6 білий пішак | f8 чорний хрестик · h8 чорний король · f7 білий король · g6 білий пішак | f8 чорний хрестик · h8 чорний король · f7 білий король · g6 білий пішак | 2 |
| 1 | f8 чорний хрестик · h8 чорний король · f7 білий король · g6 білий пішак | f8 чорний хрестик · h8 чорний король · f7 білий король · g6 білий пішак | f8 чорний хрестик · h8 чорний король · f7 білий король · g6 білий пішак | f8 чорний хрестик · h8 чорний король · f7 білий король · g6 білий пішак | f8 чорний хрестик · h8 чорний король · f7 білий король · g6 білий пішак | f8 чорний хрестик · h8 чорний король · f7 білий король · g6 білий пішак | f8 чорний хрестик · h8 чорний король · f7 білий король · g6 білий пішак | f8 чорний хрестик · h8 чорний король · f7 білий король · g6 білий пішак | 1 |
|   | a                                                                       | b                                                                       | c                                                                       | d                                                                       | e                                                                       | f                                                                       | g                                                                       | h                                                                       |   |

Типовим прийомом є взяття під контроль поля перетворення пішака. Якщо білий король захищає і поле перетворення, і самого пішака (або пішак встигає дістатися під захист короля), то пішак проходить, і білі перемагають. Для пішаків, що проходять по лінії b або g, у цього правила є так званий виняток коневого пішака  (діаграма праворуч). У позиції на діаграмі, а також в аналогічній позиції з білим королем на полі f8 (відзначено хрестиком), і в симетричних позиціях в іншому кутку, при ході чорних досягається пат.

### Ключові поля
Якщо білий король зайняв одне з ключових полів, білі виграють незалежно від того, чий хід і де знаходиться чорний король. Ключові поля залежать від положення білого пішака і наведені на діаграмах 5,6,7.
|   | a | b | c | d | e | f | g | h |   |
| 8 | f5 білий кружок · g5 білий кружок · h5 білий кружок · b4 білий кружок · c4 білий кружок · d4 білий кружок · g3 білий пішак · c2 білий пішак | f5 білий кружок · g5 білий кружок · h5 білий кружок · b4 білий кружок · c4 білий кружок · d4 білий кружок · g3 білий пішак · c2 білий пішак | f5 білий кружок · g5 білий кружок · h5 білий кружок · b4 білий кружок · c4 білий кружок · d4 білий кружок · g3 білий пішак · c2 білий пішак | f5 білий кружок · g5 білий кружок · h5 білий кружок · b4 білий кружок · c4 білий кружок · d4 білий кружок · g3 білий пішак · c2 білий пішак | f5 білий кружок · g5 білий кружок · h5 білий кружок · b4 білий кружок · c4 білий кружок · d4 білий кружок · g3 білий пішак · c2 білий пішак | f5 білий кружок · g5 білий кружок · h5 білий кружок · b4 білий кружок · c4 білий кружок · d4 білий кружок · g3 білий пішак · c2 білий пішак | f5 білий кружок · g5 білий кружок · h5 білий кружок · b4 білий кружок · c4 білий кружок · d4 білий кружок · g3 білий пішак · c2 білий пішак | f5 білий кружок · g5 білий кружок · h5 білий кружок · b4 білий кружок · c4 білий кружок · d4 білий кружок · g3 білий пішак · c2 білий пішак | 8 |
| 7 | f5 білий кружок · g5 білий кружок · h5 білий кружок · b4 білий кружок · c4 білий кружок · d4 білий кружок · g3 білий пішак · c2 білий пішак | f5 білий кружок · g5 білий кружок · h5 білий кружок · b4 білий кружок · c4 білий кружок · d4 білий кружок · g3 білий пішак · c2 білий пішак | f5 білий кружок · g5 білий кружок · h5 білий кружок · b4 білий кружок · c4 білий кружок · d4 білий кружок · g3 білий пішак · c2 білий пішак | f5 білий кружок · g5 білий кружок · h5 білий кружок · b4 білий кружок · c4 білий кружок · d4 білий кружок · g3 білий пішак · c2 білий пішак | f5 білий кружок · g5 білий кружок · h5 білий кружок · b4 білий кружок · c4 білий кружок · d4 білий кружок · g3 білий пішак · c2 білий пішак | f5 білий кружок · g5 білий кружок · h5 білий кружок · b4 білий кружок · c4 білий кружок · d4 білий кружок · g3 білий пішак · c2 білий пішак | f5 білий кружок · g5 білий кружок · h5 білий кружок · b4 білий кружок · c4 білий кружок · d4 білий кружок · g3 білий пішак · c2 білий пішак | f5 білий кружок · g5 білий кружок · h5 білий кружок · b4 білий кружок · c4 білий кружок · d4 білий кружок · g3 білий пішак · c2 білий пішак | 7 |
| 6 | f5 білий кружок · g5 білий кружок · h5 білий кружок · b4 білий кружок · c4 білий кружок · d4 білий кружок · g3 білий пішак · c2 білий пішак | f5 білий кружок · g5 білий кружок · h5 білий кружок · b4 білий кружок · c4 білий кружок · d4 білий кружок · g3 білий пішак · c2 білий пішак | f5 білий кружок · g5 білий кружок · h5 білий кружок · b4 білий кружок · c4 білий кружок · d4 білий кружок · g3 білий пішак · c2 білий пішак | f5 білий кружок · g5 білий кружок · h5 білий кружок · b4 білий кружок · c4 білий кружок · d4 білий кружок · g3 білий пішак · c2 білий пішак | f5 білий кружок · g5 білий кружок · h5 білий кружок · b4 білий кружок · c4 білий кружок · d4 білий кружок · g3 білий пішак · c2 білий пішак | f5 білий кружок · g5 білий кружок · h5 білий кружок · b4 білий кружок · c4 білий кружок · d4 білий кружок · g3 білий пішак · c2 білий пішак | f5 білий кружок · g5 білий кружок · h5 білий кружок · b4 білий кружок · c4 білий кружок · d4 білий кружок · g3 білий пішак · c2 білий пішак | f5 білий кружок · g5 білий кружок · h5 білий кружок · b4 білий кружок · c4 білий кружок · d4 білий кружок · g3 білий пішак · c2 білий пішак | 6 |
| 5 | f5 білий кружок · g5 білий кружок · h5 білий кружок · b4 білий кружок · c4 білий кружок · d4 білий кружок · g3 білий пішак · c2 білий пішак | f5 білий кружок · g5 білий кружок · h5 білий кружок · b4 білий кружок · c4 білий кружок · d4 білий кружок · g3 білий пішак · c2 білий пішак | f5 білий кружок · g5 білий кружок · h5 білий кружок · b4 білий кружок · c4 білий кружок · d4 білий кружок · g3 білий пішак · c2 білий пішак | f5 білий кружок · g5 білий кружок · h5 білий кружок · b4 білий кружок · c4 білий кружок · d4 білий кружок · g3 білий пішак · c2 білий пішак | f5 білий кружок · g5 білий кружок · h5 білий кружок · b4 білий кружок · c4 білий кружок · d4 білий кружок · g3 білий пішак · c2 білий пішак | f5 білий кружок · g5 білий кружок · h5 білий кружок · b4 білий кружок · c4 білий кружок · d4 білий кружок · g3 білий пішак · c2 білий пішак | f5 білий кружок · g5 білий кружок · h5 білий кружок · b4 білий кружок · c4 білий кружок · d4 білий кружок · g3 білий пішак · c2 білий пішак | f5 білий кружок · g5 білий кружок · h5 білий кружок · b4 білий кружок · c4 білий кружок · d4 білий кружок · g3 білий пішак · c2 білий пішак | 5 |
| 4 | f5 білий кружок · g5 білий кружок · h5 білий кружок · b4 білий кружок · c4 білий кружок · d4 білий кружок · g3 білий пішак · c2 білий пішак | f5 білий кружок · g5 білий кружок · h5 білий кружок · b4 білий кружок · c4 білий кружок · d4 білий кружок · g3 білий пішак · c2 білий пішак | f5 білий кружок · g5 білий кружок · h5 білий кружок · b4 білий кружок · c4 білий кружок · d4 білий кружок · g3 білий пішак · c2 білий пішак | f5 білий кружок · g5 білий кружок · h5 білий кружок · b4 білий кружок · c4 білий кружок · d4 білий кружок · g3 білий пішак · c2 білий пішак | f5 білий кружок · g5 білий кружок · h5 білий кружок · b4 білий кружок · c4 білий кружок · d4 білий кружок · g3 білий пішак · c2 білий пішак | f5 білий кружок · g5 білий кружок · h5 білий кружок · b4 білий кружок · c4 білий кружок · d4 білий кружок · g3 білий пішак · c2 білий пішак | f5 білий кружок · g5 білий кружок · h5 білий кружок · b4 білий кружок · c4 білий кружок · d4 білий кружок · g3 білий пішак · c2 білий пішак | f5 білий кружок · g5 білий кружок · h5 білий кружок · b4 білий кружок · c4 білий кружок · d4 білий кружок · g3 білий пішак · c2 білий пішак | 4 |
| 3 | f5 білий кружок · g5 білий кружок · h5 білий кружок · b4 білий кружок · c4 білий кружок · d4 білий кружок · g3 білий пішак · c2 білий пішак | f5 білий кружок · g5 білий кружок · h5 білий кружок · b4 білий кружок · c4 білий кружок · d4 білий кружок · g3 білий пішак · c2 білий пішак | f5 білий кружок · g5 білий кружок · h5 білий кружок · b4 білий кружок · c4 білий кружок · d4 білий кружок · g3 білий пішак · c2 білий пішак | f5 білий кружок · g5 білий кружок · h5 білий кружок · b4 білий кружок · c4 білий кружок · d4 білий кружок · g3 білий пішак · c2 білий пішак | f5 білий кружок · g5 білий кружок · h5 білий кружок · b4 білий кружок · c4 білий кружок · d4 білий кружок · g3 білий пішак · c2 білий пішак | f5 білий кружок · g5 білий кружок · h5 білий кружок · b4 білий кружок · c4 білий кружок · d4 білий кружок · g3 білий пішак · c2 білий пішак | f5 білий кружок · g5 білий кружок · h5 білий кружок · b4 білий кружок · c4 білий кружок · d4 білий кружок · g3 білий пішак · c2 білий пішак | f5 білий кружок · g5 білий кружок · h5 білий кружок · b4 білий кружок · c4 білий кружок · d4 білий кружок · g3 білий пішак · c2 білий пішак | 3 |
| 2 | f5 білий кружок · g5 білий кружок · h5 білий кружок · b4 білий кружок · c4 білий кружок · d4 білий кружок · g3 білий пішак · c2 білий пішак | f5 білий кружок · g5 білий кружок · h5 білий кружок · b4 білий кружок · c4 білий кружок · d4 білий кружок · g3 білий пішак · c2 білий пішак | f5 білий кружок · g5 білий кружок · h5 білий кружок · b4 білий кружок · c4 білий кружок · d4 білий кружок · g3 білий пішак · c2 білий пішак | f5 білий кружок · g5 білий кружок · h5 білий кружок · b4 білий кружок · c4 білий кружок · d4 білий кружок · g3 білий пішак · c2 білий пішак | f5 білий кружок · g5 білий кружок · h5 білий кружок · b4 білий кружок · c4 білий кружок · d4 білий кружок · g3 білий пішак · c2 білий пішак | f5 білий кружок · g5 білий кружок · h5 білий кружок · b4 білий кружок · c4 білий кружок · d4 білий кружок · g3 білий пішак · c2 білий пішак | f5 білий кружок · g5 білий кружок · h5 білий кружок · b4 білий кружок · c4 білий кружок · d4 білий кружок · g3 білий пішак · c2 білий пішак | f5 білий кружок · g5 білий кружок · h5 білий кружок · b4 білий кружок · c4 білий кружок · d4 білий кружок · g3 білий пішак · c2 білий пішак | 2 |
| 1 | f5 білий кружок · g5 білий кружок · h5 білий кружок · b4 білий кружок · c4 білий кружок · d4 білий кружок · g3 білий пішак · c2 білий пішак | f5 білий кружок · g5 білий кружок · h5 білий кружок · b4 білий кружок · c4 білий кружок · d4 білий кружок · g3 білий пішак · c2 білий пішак | f5 білий кружок · g5 білий кружок · h5 білий кружок · b4 білий кружок · c4 білий кружок · d4 білий кружок · g3 білий пішак · c2 білий пішак | f5 білий кружок · g5 білий кружок · h5 білий кружок · b4 білий кружок · c4 білий кружок · d4 білий кружок · g3 білий пішак · c2 білий пішак | f5 білий кружок · g5 білий кружок · h5 білий кружок · b4 білий кружок · c4 білий кружок · d4 білий кружок · g3 білий пішак · c2 білий пішак | f5 білий кружок · g5 білий кружок · h5 білий кружок · b4 білий кружок · c4 білий кружок · d4 білий кружок · g3 білий пішак · c2 білий пішак | f5 білий кружок · g5 білий кружок · h5 білий кружок · b4 білий кружок · c4 білий кружок · d4 білий кружок · g3 білий пішак · c2 білий пішак | f5 білий кружок · g5 білий кружок · h5 білий кружок · b4 білий кружок · c4 білий кружок · d4 білий кружок · g3 білий пішак · c2 білий пішак | 1 |
|   | a | b | c | d | e | f | g | h |   |

|   | a | b | c | d | e | f | g | h |   |
| 8 | f7 білий кружок · g7 білий кружок · h7 білий кружок · b6 білий кружок · c6 білий кружок · d6 білий кружок · f6 білий кружок · g6 білий кружок · h6 білий кружок · g5 білий пішак · c4 білий пішак | f7 білий кружок · g7 білий кружок · h7 білий кружок · b6 білий кружок · c6 білий кружок · d6 білий кружок · f6 білий кружок · g6 білий кружок · h6 білий кружок · g5 білий пішак · c4 білий пішак | f7 білий кружок · g7 білий кружок · h7 білий кружок · b6 білий кружок · c6 білий кружок · d6 білий кружок · f6 білий кружок · g6 білий кружок · h6 білий кружок · g5 білий пішак · c4 білий пішак | f7 білий кружок · g7 білий кружок · h7 білий кружок · b6 білий кружок · c6 білий кружок · d6 білий кружок · f6 білий кружок · g6 білий кружок · h6 білий кружок · g5 білий пішак · c4 білий пішак | f7 білий кружок · g7 білий кружок · h7 білий кружок · b6 білий кружок · c6 білий кружок · d6 білий кружок · f6 білий кружок · g6 білий кружок · h6 білий кружок · g5 білий пішак · c4 білий пішак | f7 білий кружок · g7 білий кружок · h7 білий кружок · b6 білий кружок · c6 білий кружок · d6 білий кружок · f6 білий кружок · g6 білий кружок · h6 білий кружок · g5 білий пішак · c4 білий пішак | f7 білий кружок · g7 білий кружок · h7 білий кружок · b6 білий кружок · c6 білий кружок · d6 білий кружок · f6 білий кружок · g6 білий кружок · h6 білий кружок · g5 білий пішак · c4 білий пішак | f7 білий кружок · g7 білий кружок · h7 білий кружок · b6 білий кружок · c6 білий кружок · d6 білий кружок · f6 білий кружок · g6 білий кружок · h6 білий кружок · g5 білий пішак · c4 білий пішак | 8 |
| 7 | f7 білий кружок · g7 білий кружок · h7 білий кружок · b6 білий кружок · c6 білий кружок · d6 білий кружок · f6 білий кружок · g6 білий кружок · h6 білий кружок · g5 білий пішак · c4 білий пішак | f7 білий кружок · g7 білий кружок · h7 білий кружок · b6 білий кружок · c6 білий кружок · d6 білий кружок · f6 білий кружок · g6 білий кружок · h6 білий кружок · g5 білий пішак · c4 білий пішак | f7 білий кружок · g7 білий кружок · h7 білий кружок · b6 білий кружок · c6 білий кружок · d6 білий кружок · f6 білий кружок · g6 білий кружок · h6 білий кружок · g5 білий пішак · c4 білий пішак | f7 білий кружок · g7 білий кружок · h7 білий кружок · b6 білий кружок · c6 білий кружок · d6 білий кружок · f6 білий кружок · g6 білий кружок · h6 білий кружок · g5 білий пішак · c4 білий пішак | f7 білий кружок · g7 білий кружок · h7 білий кружок · b6 білий кружок · c6 білий кружок · d6 білий кружок · f6 білий кружок · g6 білий кружок · h6 білий кружок · g5 білий пішак · c4 білий пішак | f7 білий кружок · g7 білий кружок · h7 білий кружок · b6 білий кружок · c6 білий кружок · d6 білий кружок · f6 білий кружок · g6 білий кружок · h6 білий кружок · g5 білий пішак · c4 білий пішак | f7 білий кружок · g7 білий кружок · h7 білий кружок · b6 білий кружок · c6 білий кружок · d6 білий кружок · f6 білий кружок · g6 білий кружок · h6 білий кружок · g5 білий пішак · c4 білий пішак | f7 білий кружок · g7 білий кружок · h7 білий кружок · b6 білий кружок · c6 білий кружок · d6 білий кружок · f6 білий кружок · g6 білий кружок · h6 білий кружок · g5 білий пішак · c4 білий пішак | 7 |
| 6 | f7 білий кружок · g7 білий кружок · h7 білий кружок · b6 білий кружок · c6 білий кружок · d6 білий кружок · f6 білий кружок · g6 білий кружок · h6 білий кружок · g5 білий пішак · c4 білий пішак | f7 білий кружок · g7 білий кружок · h7 білий кружок · b6 білий кружок · c6 білий кружок · d6 білий кружок · f6 білий кружок · g6 білий кружок · h6 білий кружок · g5 білий пішак · c4 білий пішак | f7 білий кружок · g7 білий кружок · h7 білий кружок · b6 білий кружок · c6 білий кружок · d6 білий кружок · f6 білий кружок · g6 білий кружок · h6 білий кружок · g5 білий пішак · c4 білий пішак | f7 білий кружок · g7 білий кружок · h7 білий кружок · b6 білий кружок · c6 білий кружок · d6 білий кружок · f6 білий кружок · g6 білий кружок · h6 білий кружок · g5 білий пішак · c4 білий пішак | f7 білий кружок · g7 білий кружок · h7 білий кружок · b6 білий кружок · c6 білий кружок · d6 білий кружок · f6 білий кружок · g6 білий кружок · h6 білий кружок · g5 білий пішак · c4 білий пішак | f7 білий кружок · g7 білий кружок · h7 білий кружок · b6 білий кружок · c6 білий кружок · d6 білий кружок · f6 білий кружок · g6 білий кружок · h6 білий кружок · g5 білий пішак · c4 білий пішак | f7 білий кружок · g7 білий кружок · h7 білий кружок · b6 білий кружок · c6 білий кружок · d6 білий кружок · f6 білий кружок · g6 білий кружок · h6 білий кружок · g5 білий пішак · c4 білий пішак | f7 білий кружок · g7 білий кружок · h7 білий кружок · b6 білий кружок · c6 білий кружок · d6 білий кружок · f6 білий кружок · g6 білий кружок · h6 білий кружок · g5 білий пішак · c4 білий пішак | 6 |
| 5 | f7 білий кружок · g7 білий кружок · h7 білий кружок · b6 білий кружок · c6 білий кружок · d6 білий кружок · f6 білий кружок · g6 білий кружок · h6 білий кружок · g5 білий пішак · c4 білий пішак | f7 білий кружок · g7 білий кружок · h7 білий кружок · b6 білий кружок · c6 білий кружок · d6 білий кружок · f6 білий кружок · g6 білий кружок · h6 білий кружок · g5 білий пішак · c4 білий пішак | f7 білий кружок · g7 білий кружок · h7 білий кружок · b6 білий кружок · c6 білий кружок · d6 білий кружок · f6 білий кружок · g6 білий кружок · h6 білий кружок · g5 білий пішак · c4 білий пішак | f7 білий кружок · g7 білий кружок · h7 білий кружок · b6 білий кружок · c6 білий кружок · d6 білий кружок · f6 білий кружок · g6 білий кружок · h6 білий кружок · g5 білий пішак · c4 білий пішак | f7 білий кружок · g7 білий кружок · h7 білий кружок · b6 білий кружок · c6 білий кружок · d6 білий кружок · f6 білий кружок · g6 білий кружок · h6 білий кружок · g5 білий пішак · c4 білий пішак | f7 білий кружок · g7 білий кружок · h7 білий кружок · b6 білий кружок · c6 білий кружок · d6 білий кружок · f6 білий кружок · g6 білий кружок · h6 білий кружок · g5 білий пішак · c4 білий пішак | f7 білий кружок · g7 білий кружок · h7 білий кружок · b6 білий кружок · c6 білий кружок · d6 білий кружок · f6 білий кружок · g6 білий кружок · h6 білий кружок · g5 білий пішак · c4 білий пішак | f7 білий кружок · g7 білий кружок · h7 білий кружок · b6 білий кружок · c6 білий кружок · d6 білий кружок · f6 білий кружок · g6 білий кружок · h6 білий кружок · g5 білий пішак · c4 білий пішак | 5 |
| 4 | f7 білий кружок · g7 білий кружок · h7 білий кружок · b6 білий кружок · c6 білий кружок · d6 білий кружок · f6 білий кружок · g6 білий кружок · h6 білий кружок · g5 білий пішак · c4 білий пішак | f7 білий кружок · g7 білий кружок · h7 білий кружок · b6 білий кружок · c6 білий кружок · d6 білий кружок · f6 білий кружок · g6 білий кружок · h6 білий кружок · g5 білий пішак · c4 білий пішак | f7 білий кружок · g7 білий кружок · h7 білий кружок · b6 білий кружок · c6 білий кружок · d6 білий кружок · f6 білий кружок · g6 білий кружок · h6 білий кружок · g5 білий пішак · c4 білий пішак | f7 білий кружок · g7 білий кружок · h7 білий кружок · b6 білий кружок · c6 білий кружок · d6 білий кружок · f6 білий кружок · g6 білий кружок · h6 білий кружок · g5 білий пішак · c4 білий пішак | f7 білий кружок · g7 білий кружок · h7 білий кружок · b6 білий кружок · c6 білий кружок · d6 білий кружок · f6 білий кружок · g6 білий кружок · h6 білий кружок · g5 білий пішак · c4 білий пішак | f7 білий кружок · g7 білий кружок · h7 білий кружок · b6 білий кружок · c6 білий кружок · d6 білий кружок · f6 білий кружок · g6 білий кружок · h6 білий кружок · g5 білий пішак · c4 білий пішак | f7 білий кружок · g7 білий кружок · h7 білий кружок · b6 білий кружок · c6 білий кружок · d6 білий кружок · f6 білий кружок · g6 білий кружок · h6 білий кружок · g5 білий пішак · c4 білий пішак | f7 білий кружок · g7 білий кружок · h7 білий кружок · b6 білий кружок · c6 білий кружок · d6 білий кружок · f6 білий кружок · g6 білий кружок · h6 білий кружок · g5 білий пішак · c4 білий пішак | 4 |
| 3 | f7 білий кружок · g7 білий кружок · h7 білий кружок · b6 білий кружок · c6 білий кружок · d6 білий кружок · f6 білий кружок · g6 білий кружок · h6 білий кружок · g5 білий пішак · c4 білий пішак | f7 білий кружок · g7 білий кружок · h7 білий кружок · b6 білий кружок · c6 білий кружок · d6 білий кружок · f6 білий кружок · g6 білий кружок · h6 білий кружок · g5 білий пішак · c4 білий пішак | f7 білий кружок · g7 білий кружок · h7 білий кружок · b6 білий кружок · c6 білий кружок · d6 білий кружок · f6 білий кружок · g6 білий кружок · h6 білий кружок · g5 білий пішак · c4 білий пішак | f7 білий кружок · g7 білий кружок · h7 білий кружок · b6 білий кружок · c6 білий кружок · d6 білий кружок · f6 білий кружок · g6 білий кружок · h6 білий кружок · g5 білий пішак · c4 білий пішак | f7 білий кружок · g7 білий кружок · h7 білий кружок · b6 білий кружок · c6 білий кружок · d6 білий кружок · f6 білий кружок · g6 білий кружок · h6 білий кружок · g5 білий пішак · c4 білий пішак | f7 білий кружок · g7 білий кружок · h7 білий кружок · b6 білий кружок · c6 білий кружок · d6 білий кружок · f6 білий кружок · g6 білий кружок · h6 білий кружок · g5 білий пішак · c4 білий пішак | f7 білий кружок · g7 білий кружок · h7 білий кружок · b6 білий кружок · c6 білий кружок · d6 білий кружок · f6 білий кружок · g6 білий кружок · h6 білий кружок · g5 білий пішак · c4 білий пішак | f7 білий кружок · g7 білий кружок · h7 білий кружок · b6 білий кружок · c6 білий кружок · d6 білий кружок · f6 білий кружок · g6 білий кружок · h6 білий кружок · g5 білий пішак · c4 білий пішак | 3 |
| 2 | f7 білий кружок · g7 білий кружок · h7 білий кружок · b6 білий кружок · c6 білий кружок · d6 білий кружок · f6 білий кружок · g6 білий кружок · h6 білий кружок · g5 білий пішак · c4 білий пішак | f7 білий кружок · g7 білий кружок · h7 білий кружок · b6 білий кружок · c6 білий кружок · d6 білий кружок · f6 білий кружок · g6 білий кружок · h6 білий кружок · g5 білий пішак · c4 білий пішак | f7 білий кружок · g7 білий кружок · h7 білий кружок · b6 білий кружок · c6 білий кружок · d6 білий кружок · f6 білий кружок · g6 білий кружок · h6 білий кружок · g5 білий пішак · c4 білий пішак | f7 білий кружок · g7 білий кружок · h7 білий кружок · b6 білий кружок · c6 білий кружок · d6 білий кружок · f6 білий кружок · g6 білий кружок · h6 білий кружок · g5 білий пішак · c4 білий пішак | f7 білий кружок · g7 білий кружок · h7 білий кружок · b6 білий кружок · c6 білий кружок · d6 білий кружок · f6 білий кружок · g6 білий кружок · h6 білий кружок · g5 білий пішак · c4 білий пішак | f7 білий кружок · g7 білий кружок · h7 білий кружок · b6 білий кружок · c6 білий кружок · d6 білий кружок · f6 білий кружок · g6 білий кружок · h6 білий кружок · g5 білий пішак · c4 білий пішак | f7 білий кружок · g7 білий кружок · h7 білий кружок · b6 білий кружок · c6 білий кружок · d6 білий кружок · f6 білий кружок · g6 білий кружок · h6 білий кружок · g5 білий пішак · c4 білий пішак | f7 білий кружок · g7 білий кружок · h7 білий кружок · b6 білий кружок · c6 білий кружок · d6 білий кружок · f6 білий кружок · g6 білий кружок · h6 білий кружок · g5 білий пішак · c4 білий пішак | 2 |
| 1 | f7 білий кружок · g7 білий кружок · h7 білий кружок · b6 білий кружок · c6 білий кружок · d6 білий кружок · f6 білий кружок · g6 білий кружок · h6 білий кружок · g5 білий пішак · c4 білий пішак | f7 білий кружок · g7 білий кружок · h7 білий кружок · b6 білий кружок · c6 білий кружок · d6 білий кружок · f6 білий кружок · g6 білий кружок · h6 білий кружок · g5 білий пішак · c4 білий пішак | f7 білий кружок · g7 білий кружок · h7 білий кружок · b6 білий кружок · c6 білий кружок · d6 білий кружок · f6 білий кружок · g6 білий кружок · h6 білий кружок · g5 білий пішак · c4 білий пішак | f7 білий кружок · g7 білий кружок · h7 білий кружок · b6 білий кружок · c6 білий кружок · d6 білий кружок · f6 білий кружок · g6 білий кружок · h6 білий кружок · g5 білий пішак · c4 білий пішак | f7 білий кружок · g7 білий кружок · h7 білий кружок · b6 білий кружок · c6 білий кружок · d6 білий кружок · f6 білий кружок · g6 білий кружок · h6 білий кружок · g5 білий пішак · c4 білий пішак | f7 білий кружок · g7 білий кружок · h7 білий кружок · b6 білий кружок · c6 білий кружок · d6 білий кружок · f6 білий кружок · g6 білий кружок · h6 білий кружок · g5 білий пішак · c4 білий пішак | f7 білий кружок · g7 білий кружок · h7 білий кружок · b6 білий кружок · c6 білий кружок · d6 білий кружок · f6 білий кружок · g6 білий кружок · h6 білий кружок · g5 білий пішак · c4 білий пішак | f7 білий кружок · g7 білий кружок · h7 білий кружок · b6 білий кружок · c6 білий кружок · d6 білий кружок · f6 білий кружок · g6 білий кружок · h6 білий кружок · g5 білий пішак · c4 білий пішак | 1 |
|   | a | b | c | d | e | f | g | h |   |

|   | a | b | c | d | e | f | g | h |   |
| 8 | b8 білий кружок · c8 білий кружок · d8 білий кружок · f8 білий кружок · g8 білий кружок · h8 білий кружок · b7 білий кружок · c7 білий кружок · d7 білий кружок · f7 білий кружок · g7 білий пішак · h7 білий кружок · c6 білий пішак | b8 білий кружок · c8 білий кружок · d8 білий кружок · f8 білий кружок · g8 білий кружок · h8 білий кружок · b7 білий кружок · c7 білий кружок · d7 білий кружок · f7 білий кружок · g7 білий пішак · h7 білий кружок · c6 білий пішак | b8 білий кружок · c8 білий кружок · d8 білий кружок · f8 білий кружок · g8 білий кружок · h8 білий кружок · b7 білий кружок · c7 білий кружок · d7 білий кружок · f7 білий кружок · g7 білий пішак · h7 білий кружок · c6 білий пішак | b8 білий кружок · c8 білий кружок · d8 білий кружок · f8 білий кружок · g8 білий кружок · h8 білий кружок · b7 білий кружок · c7 білий кружок · d7 білий кружок · f7 білий кружок · g7 білий пішак · h7 білий кружок · c6 білий пішак | b8 білий кружок · c8 білий кружок · d8 білий кружок · f8 білий кружок · g8 білий кружок · h8 білий кружок · b7 білий кружок · c7 білий кружок · d7 білий кружок · f7 білий кружок · g7 білий пішак · h7 білий кружок · c6 білий пішак | b8 білий кружок · c8 білий кружок · d8 білий кружок · f8 білий кружок · g8 білий кружок · h8 білий кружок · b7 білий кружок · c7 білий кружок · d7 білий кружок · f7 білий кружок · g7 білий пішак · h7 білий кружок · c6 білий пішак | b8 білий кружок · c8 білий кружок · d8 білий кружок · f8 білий кружок · g8 білий кружок · h8 білий кружок · b7 білий кружок · c7 білий кружок · d7 білий кружок · f7 білий кружок · g7 білий пішак · h7 білий кружок · c6 білий пішак | b8 білий кружок · c8 білий кружок · d8 білий кружок · f8 білий кружок · g8 білий кружок · h8 білий кружок · b7 білий кружок · c7 білий кружок · d7 білий кружок · f7 білий кружок · g7 білий пішак · h7 білий кружок · c6 білий пішак | 8 |
| 7 | b8 білий кружок · c8 білий кружок · d8 білий кружок · f8 білий кружок · g8 білий кружок · h8 білий кружок · b7 білий кружок · c7 білий кружок · d7 білий кружок · f7 білий кружок · g7 білий пішак · h7 білий кружок · c6 білий пішак | b8 білий кружок · c8 білий кружок · d8 білий кружок · f8 білий кружок · g8 білий кружок · h8 білий кружок · b7 білий кружок · c7 білий кружок · d7 білий кружок · f7 білий кружок · g7 білий пішак · h7 білий кружок · c6 білий пішак | b8 білий кружок · c8 білий кружок · d8 білий кружок · f8 білий кружок · g8 білий кружок · h8 білий кружок · b7 білий кружок · c7 білий кружок · d7 білий кружок · f7 білий кружок · g7 білий пішак · h7 білий кружок · c6 білий пішак | b8 білий кружок · c8 білий кружок · d8 білий кружок · f8 білий кружок · g8 білий кружок · h8 білий кружок · b7 білий кружок · c7 білий кружок · d7 білий кружок · f7 білий кружок · g7 білий пішак · h7 білий кружок · c6 білий пішак | b8 білий кружок · c8 білий кружок · d8 білий кружок · f8 білий кружок · g8 білий кружок · h8 білий кружок · b7 білий кружок · c7 білий кружок · d7 білий кружок · f7 білий кружок · g7 білий пішак · h7 білий кружок · c6 білий пішак | b8 білий кружок · c8 білий кружок · d8 білий кружок · f8 білий кружок · g8 білий кружок · h8 білий кружок · b7 білий кружок · c7 білий кружок · d7 білий кружок · f7 білий кружок · g7 білий пішак · h7 білий кружок · c6 білий пішак | b8 білий кружок · c8 білий кружок · d8 білий кружок · f8 білий кружок · g8 білий кружок · h8 білий кружок · b7 білий кружок · c7 білий кружок · d7 білий кружок · f7 білий кружок · g7 білий пішак · h7 білий кружок · c6 білий пішак | b8 білий кружок · c8 білий кружок · d8 білий кружок · f8 білий кружок · g8 білий кружок · h8 білий кружок · b7 білий кружок · c7 білий кружок · d7 білий кружок · f7 білий кружок · g7 білий пішак · h7 білий кружок · c6 білий пішак | 7 |
| 6 | b8 білий кружок · c8 білий кружок · d8 білий кружок · f8 білий кружок · g8 білий кружок · h8 білий кружок · b7 білий кружок · c7 білий кружок · d7 білий кружок · f7 білий кружок · g7 білий пішак · h7 білий кружок · c6 білий пішак | b8 білий кружок · c8 білий кружок · d8 білий кружок · f8 білий кружок · g8 білий кружок · h8 білий кружок · b7 білий кружок · c7 білий кружок · d7 білий кружок · f7 білий кружок · g7 білий пішак · h7 білий кружок · c6 білий пішак | b8 білий кружок · c8 білий кружок · d8 білий кружок · f8 білий кружок · g8 білий кружок · h8 білий кружок · b7 білий кружок · c7 білий кружок · d7 білий кружок · f7 білий кружок · g7 білий пішак · h7 білий кружок · c6 білий пішак | b8 білий кружок · c8 білий кружок · d8 білий кружок · f8 білий кружок · g8 білий кружок · h8 білий кружок · b7 білий кружок · c7 білий кружок · d7 білий кружок · f7 білий кружок · g7 білий пішак · h7 білий кружок · c6 білий пішак | b8 білий кружок · c8 білий кружок · d8 білий кружок · f8 білий кружок · g8 білий кружок · h8 білий кружок · b7 білий кружок · c7 білий кружок · d7 білий кружок · f7 білий кружок · g7 білий пішак · h7 білий кружок · c6 білий пішак | b8 білий кружок · c8 білий кружок · d8 білий кружок · f8 білий кружок · g8 білий кружок · h8 білий кружок · b7 білий кружок · c7 білий кружок · d7 білий кружок · f7 білий кружок · g7 білий пішак · h7 білий кружок · c6 білий пішак | b8 білий кружок · c8 білий кружок · d8 білий кружок · f8 білий кружок · g8 білий кружок · h8 білий кружок · b7 білий кружок · c7 білий кружок · d7 білий кружок · f7 білий кружок · g7 білий пішак · h7 білий кружок · c6 білий пішак | b8 білий кружок · c8 білий кружок · d8 білий кружок · f8 білий кружок · g8 білий кружок · h8 білий кружок · b7 білий кружок · c7 білий кружок · d7 білий кружок · f7 білий кружок · g7 білий пішак · h7 білий кружок · c6 білий пішак | 6 |
| 5 | b8 білий кружок · c8 білий кружок · d8 білий кружок · f8 білий кружок · g8 білий кружок · h8 білий кружок · b7 білий кружок · c7 білий кружок · d7 білий кружок · f7 білий кружок · g7 білий пішак · h7 білий кружок · c6 білий пішак | b8 білий кружок · c8 білий кружок · d8 білий кружок · f8 білий кружок · g8 білий кружок · h8 білий кружок · b7 білий кружок · c7 білий кружок · d7 білий кружок · f7 білий кружок · g7 білий пішак · h7 білий кружок · c6 білий пішак | b8 білий кружок · c8 білий кружок · d8 білий кружок · f8 білий кружок · g8 білий кружок · h8 білий кружок · b7 білий кружок · c7 білий кружок · d7 білий кружок · f7 білий кружок · g7 білий пішак · h7 білий кружок · c6 білий пішак | b8 білий кружок · c8 білий кружок · d8 білий кружок · f8 білий кружок · g8 білий кружок · h8 білий кружок · b7 білий кружок · c7 білий кружок · d7 білий кружок · f7 білий кружок · g7 білий пішак · h7 білий кружок · c6 білий пішак | b8 білий кружок · c8 білий кружок · d8 білий кружок · f8 білий кружок · g8 білий кружок · h8 білий кружок · b7 білий кружок · c7 білий кружок · d7 білий кружок · f7 білий кружок · g7 білий пішак · h7 білий кружок · c6 білий пішак | b8 білий кружок · c8 білий кружок · d8 білий кружок · f8 білий кружок · g8 білий кружок · h8 білий кружок · b7 білий кружок · c7 білий кружок · d7 білий кружок · f7 білий кружок · g7 білий пішак · h7 білий кружок · c6 білий пішак | b8 білий кружок · c8 білий кружок · d8 білий кружок · f8 білий кружок · g8 білий кружок · h8 білий кружок · b7 білий кружок · c7 білий кружок · d7 білий кружок · f7 білий кружок · g7 білий пішак · h7 білий кружок · c6 білий пішак | b8 білий кружок · c8 білий кружок · d8 білий кружок · f8 білий кружок · g8 білий кружок · h8 білий кружок · b7 білий кружок · c7 білий кружок · d7 білий кружок · f7 білий кружок · g7 білий пішак · h7 білий кружок · c6 білий пішак | 5 |
| 4 | b8 білий кружок · c8 білий кружок · d8 білий кружок · f8 білий кружок · g8 білий кружок · h8 білий кружок · b7 білий кружок · c7 білий кружок · d7 білий кружок · f7 білий кружок · g7 білий пішак · h7 білий кружок · c6 білий пішак | b8 білий кружок · c8 білий кружок · d8 білий кружок · f8 білий кружок · g8 білий кружок · h8 білий кружок · b7 білий кружок · c7 білий кружок · d7 білий кружок · f7 білий кружок · g7 білий пішак · h7 білий кружок · c6 білий пішак | b8 білий кружок · c8 білий кружок · d8 білий кружок · f8 білий кружок · g8 білий кружок · h8 білий кружок · b7 білий кружок · c7 білий кружок · d7 білий кружок · f7 білий кружок · g7 білий пішак · h7 білий кружок · c6 білий пішак | b8 білий кружок · c8 білий кружок · d8 білий кружок · f8 білий кружок · g8 білий кружок · h8 білий кружок · b7 білий кружок · c7 білий кружок · d7 білий кружок · f7 білий кружок · g7 білий пішак · h7 білий кружок · c6 білий пішак | b8 білий кружок · c8 білий кружок · d8 білий кружок · f8 білий кружок · g8 білий кружок · h8 білий кружок · b7 білий кружок · c7 білий кружок · d7 білий кружок · f7 білий кружок · g7 білий пішак · h7 білий кружок · c6 білий пішак | b8 білий кружок · c8 білий кружок · d8 білий кружок · f8 білий кружок · g8 білий кружок · h8 білий кружок · b7 білий кружок · c7 білий кружок · d7 білий кружок · f7 білий кружок · g7 білий пішак · h7 білий кружок · c6 білий пішак | b8 білий кружок · c8 білий кружок · d8 білий кружок · f8 білий кружок · g8 білий кружок · h8 білий кружок · b7 білий кружок · c7 білий кружок · d7 білий кружок · f7 білий кружок · g7 білий пішак · h7 білий кружок · c6 білий пішак | b8 білий кружок · c8 білий кружок · d8 білий кружок · f8 білий кружок · g8 білий кружок · h8 білий кружок · b7 білий кружок · c7 білий кружок · d7 білий кружок · f7 білий кружок · g7 білий пішак · h7 білий кружок · c6 білий пішак | 4 |
| 3 | b8 білий кружок · c8 білий кружок · d8 білий кружок · f8 білий кружок · g8 білий кружок · h8 білий кружок · b7 білий кружок · c7 білий кружок · d7 білий кружок · f7 білий кружок · g7 білий пішак · h7 білий кружок · c6 білий пішак | b8 білий кружок · c8 білий кружок · d8 білий кружок · f8 білий кружок · g8 білий кружок · h8 білий кружок · b7 білий кружок · c7 білий кружок · d7 білий кружок · f7 білий кружок · g7 білий пішак · h7 білий кружок · c6 білий пішак | b8 білий кружок · c8 білий кружок · d8 білий кружок · f8 білий кружок · g8 білий кружок · h8 білий кружок · b7 білий кружок · c7 білий кружок · d7 білий кружок · f7 білий кружок · g7 білий пішак · h7 білий кружок · c6 білий пішак | b8 білий кружок · c8 білий кружок · d8 білий кружок · f8 білий кружок · g8 білий кружок · h8 білий кружок · b7 білий кружок · c7 білий кружок · d7 білий кружок · f7 білий кружок · g7 білий пішак · h7 білий кружок · c6 білий пішак | b8 білий кружок · c8 білий кружок · d8 білий кружок · f8 білий кружок · g8 білий кружок · h8 білий кружок · b7 білий кружок · c7 білий кружок · d7 білий кружок · f7 білий кружок · g7 білий пішак · h7 білий кружок · c6 білий пішак | b8 білий кружок · c8 білий кружок · d8 білий кружок · f8 білий кружок · g8 білий кружок · h8 білий кружок · b7 білий кружок · c7 білий кружок · d7 білий кружок · f7 білий кружок · g7 білий пішак · h7 білий кружок · c6 білий пішак | b8 білий кружок · c8 білий кружок · d8 білий кружок · f8 білий кружок · g8 білий кружок · h8 білий кружок · b7 білий кружок · c7 білий кружок · d7 білий кружок · f7 білий кружок · g7 білий пішак · h7 білий кружок · c6 білий пішак | b8 білий кружок · c8 білий кружок · d8 білий кружок · f8 білий кружок · g8 білий кружок · h8 білий кружок · b7 білий кружок · c7 білий кружок · d7 білий кружок · f7 білий кружок · g7 білий пішак · h7 білий кружок · c6 білий пішак | 3 |
| 2 | b8 білий кружок · c8 білий кружок · d8 білий кружок · f8 білий кружок · g8 білий кружок · h8 білий кружок · b7 білий кружок · c7 білий кружок · d7 білий кружок · f7 білий кружок · g7 білий пішак · h7 білий кружок · c6 білий пішак | b8 білий кружок · c8 білий кружок · d8 білий кружок · f8 білий кружок · g8 білий кружок · h8 білий кружок · b7 білий кружок · c7 білий кружок · d7 білий кружок · f7 білий кружок · g7 білий пішак · h7 білий кружок · c6 білий пішак | b8 білий кружок · c8 білий кружок · d8 білий кружок · f8 білий кружок · g8 білий кружок · h8 білий кружок · b7 білий кружок · c7 білий кружок · d7 білий кружок · f7 білий кружок · g7 білий пішак · h7 білий кружок · c6 білий пішак | b8 білий кружок · c8 білий кружок · d8 білий кружок · f8 білий кружок · g8 білий кружок · h8 білий кружок · b7 білий кружок · c7 білий кружок · d7 білий кружок · f7 білий кружок · g7 білий пішак · h7 білий кружок · c6 білий пішак | b8 білий кружок · c8 білий кружок · d8 білий кружок · f8 білий кружок · g8 білий кружок · h8 білий кружок · b7 білий кружок · c7 білий кружок · d7 білий кружок · f7 білий кружок · g7 білий пішак · h7 білий кружок · c6 білий пішак | b8 білий кружок · c8 білий кружок · d8 білий кружок · f8 білий кружок · g8 білий кружок · h8 білий кружок · b7 білий кружок · c7 білий кружок · d7 білий кружок · f7 білий кружок · g7 білий пішак · h7 білий кружок · c6 білий пішак | b8 білий кружок · c8 білий кружок · d8 білий кружок · f8 білий кружок · g8 білий кружок · h8 білий кружок · b7 білий кружок · c7 білий кружок · d7 білий кружок · f7 білий кружок · g7 білий пішак · h7 білий кружок · c6 білий пішак | b8 білий кружок · c8 білий кружок · d8 білий кружок · f8 білий кружок · g8 білий кружок · h8 білий кружок · b7 білий кружок · c7 білий кружок · d7 білий кружок · f7 білий кружок · g7 білий пішак · h7 білий кружок · c6 білий пішак | 2 |
| 1 | b8 білий кружок · c8 білий кружок · d8 білий кружок · f8 білий кружок · g8 білий кружок · h8 білий кружок · b7 білий кружок · c7 білий кружок · d7 білий кружок · f7 білий кружок · g7 білий пішак · h7 білий кружок · c6 білий пішак | b8 білий кружок · c8 білий кружок · d8 білий кружок · f8 білий кружок · g8 білий кружок · h8 білий кружок · b7 білий кружок · c7 білий кружок · d7 білий кружок · f7 білий кружок · g7 білий пішак · h7 білий кружок · c6 білий пішак | b8 білий кружок · c8 білий кружок · d8 білий кружок · f8 білий кружок · g8 білий кружок · h8 білий кружок · b7 білий кружок · c7 білий кружок · d7 білий кружок · f7 білий кружок · g7 білий пішак · h7 білий кружок · c6 білий пішак | b8 білий кружок · c8 білий кружок · d8 білий кружок · f8 білий кружок · g8 білий кружок · h8 білий кружок · b7 білий кружок · c7 білий кружок · d7 білий кружок · f7 білий кружок · g7 білий пішак · h7 білий кружок · c6 білий пішак | b8 білий кружок · c8 білий кружок · d8 білий кружок · f8 білий кружок · g8 білий кружок · h8 білий кружок · b7 білий кружок · c7 білий кружок · d7 білий кружок · f7 білий кружок · g7 білий пішак · h7 білий кружок · c6 білий пішак | b8 білий кружок · c8 білий кружок · d8 білий кружок · f8 білий кружок · g8 білий кружок · h8 білий кружок · b7 білий кружок · c7 білий кружок · d7 білий кружок · f7 білий кружок · g7 білий пішак · h7 білий кружок · c6 білий пішак | b8 білий кружок · c8 білий кружок · d8 білий кружок · f8 білий кружок · g8 білий кружок · h8 білий кружок · b7 білий кружок · c7 білий кружок · d7 білий кружок · f7 білий кружок · g7 білий пішак · h7 білий кружок · c6 білий пішак | b8 білий кружок · c8 білий кружок · d8 білий кружок · f8 білий кружок · g8 білий кружок · h8 білий кружок · b7 білий кружок · c7 білий кружок · d7 білий кружок · f7 білий кружок · g7 білий пішак · h7 білий кружок · c6 білий пішак | 1 |
|   | a | b | c | d | e | f | g | h |   |

При ході чорних є два винятки з правила. По-перше, коли чорні можуть відразу взяти пішака. По-друге, виняток коневого пішака, описаний вище.
Якщо чорний король потрапляє в пішаковий квадрат, білі повинні якомога раніше поставити короля на будь-яке з ключових полів, до того як чорні доберуться до пішака, або ж просунути пішака так, щоб король виявився на його ключовому полі.
Після того як король опинився на ключовому полі, для досягнення виграшу треба домогтися того, щоб пішак просунувся, а король знову опинився на його ключовому полі, і повторювати цю процедуру. Коли пішак дійде до шостої або сьомої горизонталі, можна взяти під контроль поле перетворення і провести пішака. Корисно враховувати, що якщо білий король не перебуває на жодному з полів перед пішаком по горизонталі, то чорний король не має права вийти з пішакового квадрата, інакше пішак проводиться.
Мнемонікою для запам'ятовування ключових полів є числа 321 і 365. Вони означають, що для 3-х горизонталей (2, 3, 4) є 3 ключових поля, для 2-х горизонталей (5 і 6) є 6 ключових полів, для 1-ї горизонталі (7) є 5 ключових полів.

### Винятки для коневого пішака
Нижче приведені позиції є винятками з правила критичних полів: хоча білий король і на критичному полі, у цих позиціях пат.
|   | a                                                   | b                                                   | c                                                   | d                                                   | e                                                   | f                                                   | g                                                   | h                                                   |   |
| 8 | h8 чорний король · f7 білий король · g6 білий пішак | h8 чорний король · f7 білий король · g6 білий пішак | h8 чорний король · f7 білий король · g6 білий пішак | h8 чорний король · f7 білий король · g6 білий пішак | h8 чорний король · f7 білий король · g6 білий пішак | h8 чорний король · f7 білий король · g6 білий пішак | h8 чорний король · f7 білий король · g6 білий пішак | h8 чорний король · f7 білий король · g6 білий пішак | 8 |
| 7 | h8 чорний король · f7 білий король · g6 білий пішак | h8 чорний король · f7 білий король · g6 білий пішак | h8 чорний король · f7 білий король · g6 білий пішак | h8 чорний король · f7 білий король · g6 білий пішак | h8 чорний король · f7 білий король · g6 білий пішак | h8 чорний король · f7 білий король · g6 білий пішак | h8 чорний король · f7 білий король · g6 білий пішак | h8 чорний король · f7 білий король · g6 білий пішак | 7 |
| 6 | h8 чорний король · f7 білий король · g6 білий пішак | h8 чорний король · f7 білий король · g6 білий пішак | h8 чорний король · f7 білий король · g6 білий пішак | h8 чорний король · f7 білий король · g6 білий пішак | h8 чорний король · f7 білий король · g6 білий пішак | h8 чорний король · f7 білий король · g6 білий пішак | h8 чорний король · f7 білий король · g6 білий пішак | h8 чорний король · f7 білий король · g6 білий пішак | 6 |
| 5 | h8 чорний король · f7 білий король · g6 білий пішак | h8 чорний король · f7 білий король · g6 білий пішак | h8 чорний король · f7 білий король · g6 білий пішак | h8 чорний король · f7 білий король · g6 білий пішак | h8 чорний король · f7 білий король · g6 білий пішак | h8 чорний король · f7 білий король · g6 білий пішак | h8 чорний король · f7 білий король · g6 білий пішак | h8 чорний король · f7 білий король · g6 білий пішак | 5 |
| 4 | h8 чорний король · f7 білий король · g6 білий пішак | h8 чорний король · f7 білий король · g6 білий пішак | h8 чорний король · f7 білий король · g6 білий пішак | h8 чорний король · f7 білий король · g6 білий пішак | h8 чорний король · f7 білий король · g6 білий пішак | h8 чорний король · f7 білий король · g6 білий пішак | h8 чорний король · f7 білий король · g6 білий пішак | h8 чорний король · f7 білий король · g6 білий пішак | 4 |
| 3 | h8 чорний король · f7 білий король · g6 білий пішак | h8 чорний король · f7 білий король · g6 білий пішак | h8 чорний король · f7 білий король · g6 білий пішак | h8 чорний король · f7 білий король · g6 білий пішак | h8 чорний король · f7 білий король · g6 білий пішак | h8 чорний король · f7 білий король · g6 білий пішак | h8 чорний король · f7 білий король · g6 білий пішак | h8 чорний король · f7 білий король · g6 білий пішак | 3 |
| 2 | h8 чорний король · f7 білий король · g6 білий пішак | h8 чорний король · f7 білий король · g6 білий пішак | h8 чорний король · f7 білий король · g6 білий пішак | h8 чорний король · f7 білий король · g6 білий пішак | h8 чорний король · f7 білий король · g6 білий пішак | h8 чорний король · f7 білий король · g6 білий пішак | h8 чорний король · f7 білий король · g6 білий пішак | h8 чорний король · f7 білий король · g6 білий пішак | 2 |
| 1 | h8 чорний король · f7 білий король · g6 білий пішак | h8 чорний король · f7 білий король · g6 білий пішак | h8 чорний король · f7 білий король · g6 білий пішак | h8 чорний король · f7 білий король · g6 білий пішак | h8 чорний король · f7 білий король · g6 білий пішак | h8 чорний король · f7 білий король · g6 білий пішак | h8 чорний король · f7 білий король · g6 білий пішак | h8 чорний король · f7 білий король · g6 білий пішак | 1 |
|   | a                                                   | b                                                   | c                                                   | d                                                   | e                                                   | f                                                   | g                                                   | h                                                   |   |

|   | a                                                   | b                                                   | c                                                   | d                                                   | e                                                   | f                                                   | g                                                   | h                                                   |   |
| 8 | f8 білий король · h8 чорний король · g6 білий пішак | f8 білий король · h8 чорний король · g6 білий пішак | f8 білий король · h8 чорний король · g6 білий пішак | f8 білий король · h8 чорний король · g6 білий пішак | f8 білий король · h8 чорний король · g6 білий пішак | f8 білий король · h8 чорний король · g6 білий пішак | f8 білий король · h8 чорний король · g6 білий пішак | f8 білий король · h8 чорний король · g6 білий пішак | 8 |
| 7 | f8 білий король · h8 чорний король · g6 білий пішак | f8 білий король · h8 чорний король · g6 білий пішак | f8 білий король · h8 чорний король · g6 білий пішак | f8 білий король · h8 чорний король · g6 білий пішак | f8 білий король · h8 чорний король · g6 білий пішак | f8 білий король · h8 чорний король · g6 білий пішак | f8 білий король · h8 чорний король · g6 білий пішак | f8 білий король · h8 чорний король · g6 білий пішак | 7 |
| 6 | f8 білий король · h8 чорний король · g6 білий пішак | f8 білий король · h8 чорний король · g6 білий пішак | f8 білий король · h8 чорний король · g6 білий пішак | f8 білий король · h8 чорний король · g6 білий пішак | f8 білий король · h8 чорний король · g6 білий пішак | f8 білий король · h8 чорний король · g6 білий пішак | f8 білий король · h8 чорний король · g6 білий пішак | f8 білий король · h8 чорний король · g6 білий пішак | 6 |
| 5 | f8 білий король · h8 чорний король · g6 білий пішак | f8 білий король · h8 чорний король · g6 білий пішак | f8 білий король · h8 чорний король · g6 білий пішак | f8 білий король · h8 чорний король · g6 білий пішак | f8 білий король · h8 чорний король · g6 білий пішак | f8 білий король · h8 чорний король · g6 білий пішак | f8 білий король · h8 чорний король · g6 білий пішак | f8 білий король · h8 чорний король · g6 білий пішак | 5 |
| 4 | f8 білий король · h8 чорний король · g6 білий пішак | f8 білий король · h8 чорний король · g6 білий пішак | f8 білий король · h8 чорний король · g6 білий пішак | f8 білий король · h8 чорний король · g6 білий пішак | f8 білий король · h8 чорний король · g6 білий пішак | f8 білий король · h8 чорний король · g6 білий пішак | f8 білий король · h8 чорний король · g6 білий пішак | f8 білий король · h8 чорний король · g6 білий пішак | 4 |
| 3 | f8 білий король · h8 чорний король · g6 білий пішак | f8 білий король · h8 чорний король · g6 білий пішак | f8 білий король · h8 чорний король · g6 білий пішак | f8 білий король · h8 чорний король · g6 білий пішак | f8 білий король · h8 чорний король · g6 білий пішак | f8 білий король · h8 чорний король · g6 білий пішак | f8 білий король · h8 чорний король · g6 білий пішак | f8 білий король · h8 чорний король · g6 білий пішак | 3 |
| 2 | f8 білий король · h8 чорний король · g6 білий пішак | f8 білий король · h8 чорний король · g6 білий пішак | f8 білий король · h8 чорний король · g6 білий пішак | f8 білий король · h8 чорний король · g6 білий пішак | f8 білий король · h8 чорний король · g6 білий пішак | f8 білий король · h8 чорний король · g6 білий пішак | f8 білий король · h8 чорний король · g6 білий пішак | f8 білий король · h8 чорний король · g6 білий пішак | 2 |
| 1 | f8 білий король · h8 чорний король · g6 білий пішак | f8 білий король · h8 чорний король · g6 білий пішак | f8 білий король · h8 чорний король · g6 білий пішак | f8 білий король · h8 чорний король · g6 білий пішак | f8 білий король · h8 чорний король · g6 білий пішак | f8 білий король · h8 чорний король · g6 білий пішак | f8 білий король · h8 чорний король · g6 білий пішак | f8 білий король · h8 чорний король · g6 білий пішак | 1 |
|   | a                                                   | b                                                   | c                                                   | d                                                   | e                                                   | f                                                   | g                                                   | h                                                   |   |

|   | a                                                   | b                                                   | c                                                   | d                                                   | e                                                   | f                                                   | g                                                   | h                                                   |   |
| 8 | h8 чорний король · f6 білий король · g6 білий пішак | h8 чорний король · f6 білий король · g6 білий пішак | h8 чорний король · f6 білий король · g6 білий пішак | h8 чорний король · f6 білий король · g6 білий пішак | h8 чорний король · f6 білий король · g6 білий пішак | h8 чорний король · f6 білий король · g6 білий пішак | h8 чорний король · f6 білий король · g6 білий пішак | h8 чорний король · f6 білий король · g6 білий пішак | 8 |
| 7 | h8 чорний король · f6 білий король · g6 білий пішак | h8 чорний король · f6 білий король · g6 білий пішак | h8 чорний король · f6 білий король · g6 білий пішак | h8 чорний король · f6 білий король · g6 білий пішак | h8 чорний король · f6 білий король · g6 білий пішак | h8 чорний король · f6 білий король · g6 білий пішак | h8 чорний король · f6 білий король · g6 білий пішак | h8 чорний король · f6 білий король · g6 білий пішак | 7 |
| 6 | h8 чорний король · f6 білий король · g6 білий пішак | h8 чорний король · f6 білий король · g6 білий пішак | h8 чорний король · f6 білий король · g6 білий пішак | h8 чорний король · f6 білий король · g6 білий пішак | h8 чорний король · f6 білий король · g6 білий пішак | h8 чорний король · f6 білий король · g6 білий пішак | h8 чорний король · f6 білий король · g6 білий пішак | h8 чорний король · f6 білий король · g6 білий пішак | 6 |
| 5 | h8 чорний король · f6 білий король · g6 білий пішак | h8 чорний король · f6 білий король · g6 білий пішак | h8 чорний король · f6 білий король · g6 білий пішак | h8 чорний король · f6 білий король · g6 білий пішак | h8 чорний король · f6 білий король · g6 білий пішак | h8 чорний король · f6 білий король · g6 білий пішак | h8 чорний король · f6 білий король · g6 білий пішак | h8 чорний король · f6 білий король · g6 білий пішак | 5 |
| 4 | h8 чорний король · f6 білий король · g6 білий пішак | h8 чорний король · f6 білий король · g6 білий пішак | h8 чорний король · f6 білий король · g6 білий пішак | h8 чорний король · f6 білий король · g6 білий пішак | h8 чорний король · f6 білий король · g6 білий пішак | h8 чорний король · f6 білий король · g6 білий пішак | h8 чорний король · f6 білий король · g6 білий пішак | h8 чорний король · f6 білий король · g6 білий пішак | 4 |
| 3 | h8 чорний король · f6 білий король · g6 білий пішак | h8 чорний король · f6 білий король · g6 білий пішак | h8 чорний король · f6 білий король · g6 білий пішак | h8 чорний король · f6 білий король · g6 білий пішак | h8 чорний король · f6 білий король · g6 білий пішак | h8 чорний король · f6 білий король · g6 білий пішак | h8 чорний король · f6 білий король · g6 білий пішак | h8 чорний король · f6 білий король · g6 білий пішак | 3 |
| 2 | h8 чорний король · f6 білий король · g6 білий пішак | h8 чорний король · f6 білий король · g6 білий пішак | h8 чорний король · f6 білий король · g6 білий пішак | h8 чорний король · f6 білий король · g6 білий пішак | h8 чорний король · f6 білий король · g6 білий пішак | h8 чорний король · f6 білий король · g6 білий пішак | h8 чорний король · f6 білий король · g6 білий пішак | h8 чорний король · f6 білий король · g6 білий пішак | 2 |
| 1 | h8 чорний король · f6 білий король · g6 білий пішак | h8 чорний король · f6 білий король · g6 білий пішак | h8 чорний король · f6 білий король · g6 білий пішак | h8 чорний король · f6 білий король · g6 білий пішак | h8 чорний король · f6 білий король · g6 білий пішак | h8 чорний король · f6 білий король · g6 білий пішак | h8 чорний король · f6 білий король · g6 білий пішак | h8 чорний король · f6 білий король · g6 білий пішак | 1 |
|   | a                                                   | b                                                   | c                                                   | d                                                   | e                                                   | f                                                   | g                                                   | h                                                   |   |

Ці позиції можуть зустрітись при проведенні коневого пішака (пішака на лінії b або g), що утруднює її проведення. Варто відзначити, що позиції, подані на діаграмах 8 і 9 є нічийними лише при ході чорних. При ході білих, вони легко проводять пішака.
Позиція на діаграмі 10 є нічийною при ході білих. Хід королем на f7 приводить до пату, а при будь-якому іншому ході чорні ставлять короля на відстані 1-го ходу перед білим пішаком, що, як уже показано вище, приводить до нічиєї.
Щоб уникнути нічиєї, слід правильно підготувати хід g5-g6. Допустимо, білий пішак стоїть на g5, білий король знаходиться попереду пішака на вертикалі f, чорний — на полі h8 або двох сусідніх (див. діаграми 11, 12, 13, можливі положення білого короля показані білими кружечками, а чорного — чорними). У цьому випадку вести пішака на поле g6 можна лише тоді коли королі займають поля, симетричні відносно g7, тобто f7 і h7 або f6 і h8. Нижче показані ці позиції/
|   | a | b | c | d | e | f | g | h |   |
| 8 | f8 білий кружок · g8 чорний кружок · h8 чорний кружок · f7 білий кружок · h7 чорний кружок · f6 білий кружок · g5 білий пішак | f8 білий кружок · g8 чорний кружок · h8 чорний кружок · f7 білий кружок · h7 чорний кружок · f6 білий кружок · g5 білий пішак | f8 білий кружок · g8 чорний кружок · h8 чорний кружок · f7 білий кружок · h7 чорний кружок · f6 білий кружок · g5 білий пішак | f8 білий кружок · g8 чорний кружок · h8 чорний кружок · f7 білий кружок · h7 чорний кружок · f6 білий кружок · g5 білий пішак | f8 білий кружок · g8 чорний кружок · h8 чорний кружок · f7 білий кружок · h7 чорний кружок · f6 білий кружок · g5 білий пішак | f8 білий кружок · g8 чорний кружок · h8 чорний кружок · f7 білий кружок · h7 чорний кружок · f6 білий кружок · g5 білий пішак | f8 білий кружок · g8 чорний кружок · h8 чорний кружок · f7 білий кружок · h7 чорний кружок · f6 білий кружок · g5 білий пішак | f8 білий кружок · g8 чорний кружок · h8 чорний кружок · f7 білий кружок · h7 чорний кружок · f6 білий кружок · g5 білий пішак | 8 |
| 7 | f8 білий кружок · g8 чорний кружок · h8 чорний кружок · f7 білий кружок · h7 чорний кружок · f6 білий кружок · g5 білий пішак | f8 білий кружок · g8 чорний кружок · h8 чорний кружок · f7 білий кружок · h7 чорний кружок · f6 білий кружок · g5 білий пішак | f8 білий кружок · g8 чорний кружок · h8 чорний кружок · f7 білий кружок · h7 чорний кружок · f6 білий кружок · g5 білий пішак | f8 білий кружок · g8 чорний кружок · h8 чорний кружок · f7 білий кружок · h7 чорний кружок · f6 білий кружок · g5 білий пішак | f8 білий кружок · g8 чорний кружок · h8 чорний кружок · f7 білий кружок · h7 чорний кружок · f6 білий кружок · g5 білий пішак | f8 білий кружок · g8 чорний кружок · h8 чорний кружок · f7 білий кружок · h7 чорний кружок · f6 білий кружок · g5 білий пішак | f8 білий кружок · g8 чорний кружок · h8 чорний кружок · f7 білий кружок · h7 чорний кружок · f6 білий кружок · g5 білий пішак | f8 білий кружок · g8 чорний кружок · h8 чорний кружок · f7 білий кружок · h7 чорний кружок · f6 білий кружок · g5 білий пішак | 7 |
| 6 | f8 білий кружок · g8 чорний кружок · h8 чорний кружок · f7 білий кружок · h7 чорний кружок · f6 білий кружок · g5 білий пішак | f8 білий кружок · g8 чорний кружок · h8 чорний кружок · f7 білий кружок · h7 чорний кружок · f6 білий кружок · g5 білий пішак | f8 білий кружок · g8 чорний кружок · h8 чорний кружок · f7 білий кружок · h7 чорний кружок · f6 білий кружок · g5 білий пішак | f8 білий кружок · g8 чорний кружок · h8 чорний кружок · f7 білий кружок · h7 чорний кружок · f6 білий кружок · g5 білий пішак | f8 білий кружок · g8 чорний кружок · h8 чорний кружок · f7 білий кружок · h7 чорний кружок · f6 білий кружок · g5 білий пішак | f8 білий кружок · g8 чорний кружок · h8 чорний кружок · f7 білий кружок · h7 чорний кружок · f6 білий кружок · g5 білий пішак | f8 білий кружок · g8 чорний кружок · h8 чорний кружок · f7 білий кружок · h7 чорний кружок · f6 білий кружок · g5 білий пішак | f8 білий кружок · g8 чорний кружок · h8 чорний кружок · f7 білий кружок · h7 чорний кружок · f6 білий кружок · g5 білий пішак | 6 |
| 5 | f8 білий кружок · g8 чорний кружок · h8 чорний кружок · f7 білий кружок · h7 чорний кружок · f6 білий кружок · g5 білий пішак | f8 білий кружок · g8 чорний кружок · h8 чорний кружок · f7 білий кружок · h7 чорний кружок · f6 білий кружок · g5 білий пішак | f8 білий кружок · g8 чорний кружок · h8 чорний кружок · f7 білий кружок · h7 чорний кружок · f6 білий кружок · g5 білий пішак | f8 білий кружок · g8 чорний кружок · h8 чорний кружок · f7 білий кружок · h7 чорний кружок · f6 білий кружок · g5 білий пішак | f8 білий кружок · g8 чорний кружок · h8 чорний кружок · f7 білий кружок · h7 чорний кружок · f6 білий кружок · g5 білий пішак | f8 білий кружок · g8 чорний кружок · h8 чорний кружок · f7 білий кружок · h7 чорний кружок · f6 білий кружок · g5 білий пішак | f8 білий кружок · g8 чорний кружок · h8 чорний кружок · f7 білий кружок · h7 чорний кружок · f6 білий кружок · g5 білий пішак | f8 білий кружок · g8 чорний кружок · h8 чорний кружок · f7 білий кружок · h7 чорний кружок · f6 білий кружок · g5 білий пішак | 5 |
| 4 | f8 білий кружок · g8 чорний кружок · h8 чорний кружок · f7 білий кружок · h7 чорний кружок · f6 білий кружок · g5 білий пішак | f8 білий кружок · g8 чорний кружок · h8 чорний кружок · f7 білий кружок · h7 чорний кружок · f6 білий кружок · g5 білий пішак | f8 білий кружок · g8 чорний кружок · h8 чорний кружок · f7 білий кружок · h7 чорний кружок · f6 білий кружок · g5 білий пішак | f8 білий кружок · g8 чорний кружок · h8 чорний кружок · f7 білий кружок · h7 чорний кружок · f6 білий кружок · g5 білий пішак | f8 білий кружок · g8 чорний кружок · h8 чорний кружок · f7 білий кружок · h7 чорний кружок · f6 білий кружок · g5 білий пішак | f8 білий кружок · g8 чорний кружок · h8 чорний кружок · f7 білий кружок · h7 чорний кружок · f6 білий кружок · g5 білий пішак | f8 білий кружок · g8 чорний кружок · h8 чорний кружок · f7 білий кружок · h7 чорний кружок · f6 білий кружок · g5 білий пішак | f8 білий кружок · g8 чорний кружок · h8 чорний кружок · f7 білий кружок · h7 чорний кружок · f6 білий кружок · g5 білий пішак | 4 |
| 3 | f8 білий кружок · g8 чорний кружок · h8 чорний кружок · f7 білий кружок · h7 чорний кружок · f6 білий кружок · g5 білий пішак | f8 білий кружок · g8 чорний кружок · h8 чорний кружок · f7 білий кружок · h7 чорний кружок · f6 білий кружок · g5 білий пішак | f8 білий кружок · g8 чорний кружок · h8 чорний кружок · f7 білий кружок · h7 чорний кружок · f6 білий кружок · g5 білий пішак | f8 білий кружок · g8 чорний кружок · h8 чорний кружок · f7 білий кружок · h7 чорний кружок · f6 білий кружок · g5 білий пішак | f8 білий кружок · g8 чорний кружок · h8 чорний кружок · f7 білий кружок · h7 чорний кружок · f6 білий кружок · g5 білий пішак | f8 білий кружок · g8 чорний кружок · h8 чорний кружок · f7 білий кружок · h7 чорний кружок · f6 білий кружок · g5 білий пішак | f8 білий кружок · g8 чорний кружок · h8 чорний кружок · f7 білий кружок · h7 чорний кружок · f6 білий кружок · g5 білий пішак | f8 білий кружок · g8 чорний кружок · h8 чорний кружок · f7 білий кружок · h7 чорний кружок · f6 білий кружок · g5 білий пішак | 3 |
| 2 | f8 білий кружок · g8 чорний кружок · h8 чорний кружок · f7 білий кружок · h7 чорний кружок · f6 білий кружок · g5 білий пішак | f8 білий кружок · g8 чорний кружок · h8 чорний кружок · f7 білий кружок · h7 чорний кружок · f6 білий кружок · g5 білий пішак | f8 білий кружок · g8 чорний кружок · h8 чорний кружок · f7 білий кружок · h7 чорний кружок · f6 білий кружок · g5 білий пішак | f8 білий кружок · g8 чорний кружок · h8 чорний кружок · f7 білий кружок · h7 чорний кружок · f6 білий кружок · g5 білий пішак | f8 білий кружок · g8 чорний кружок · h8 чорний кружок · f7 білий кружок · h7 чорний кружок · f6 білий кружок · g5 білий пішак | f8 білий кружок · g8 чорний кружок · h8 чорний кружок · f7 білий кружок · h7 чорний кружок · f6 білий кружок · g5 білий пішак | f8 білий кружок · g8 чорний кружок · h8 чорний кружок · f7 білий кружок · h7 чорний кружок · f6 білий кружок · g5 білий пішак | f8 білий кружок · g8 чорний кружок · h8 чорний кружок · f7 білий кружок · h7 чорний кружок · f6 білий кружок · g5 білий пішак | 2 |
| 1 | f8 білий кружок · g8 чорний кружок · h8 чорний кружок · f7 білий кружок · h7 чорний кружок · f6 білий кружок · g5 білий пішак | f8 білий кружок · g8 чорний кружок · h8 чорний кружок · f7 білий кружок · h7 чорний кружок · f6 білий кружок · g5 білий пішак | f8 білий кружок · g8 чорний кружок · h8 чорний кружок · f7 білий кружок · h7 чорний кружок · f6 білий кружок · g5 білий пішак | f8 білий кружок · g8 чорний кружок · h8 чорний кружок · f7 білий кружок · h7 чорний кружок · f6 білий кружок · g5 білий пішак | f8 білий кружок · g8 чорний кружок · h8 чорний кружок · f7 білий кружок · h7 чорний кружок · f6 білий кружок · g5 білий пішак | f8 білий кружок · g8 чорний кружок · h8 чорний кружок · f7 білий кружок · h7 чорний кружок · f6 білий кружок · g5 білий пішак | f8 білий кружок · g8 чорний кружок · h8 чорний кружок · f7 білий кружок · h7 чорний кружок · f6 білий кружок · g5 білий пішак | f8 білий кружок · g8 чорний кружок · h8 чорний кружок · f7 білий кружок · h7 чорний кружок · f6 білий кружок · g5 білий пішак | 1 |
|   | a | b | c | d | e | f | g | h |   |

|   | a                                                   | b                                                   | c                                                   | d                                                   | e                                                   | f                                                   | g                                                   | h                                                   |   |
| 8 | f7 білий король · h7 чорний король · g5 білий пішак | f7 білий король · h7 чорний король · g5 білий пішак | f7 білий король · h7 чорний король · g5 білий пішак | f7 білий король · h7 чорний король · g5 білий пішак | f7 білий король · h7 чорний король · g5 білий пішак | f7 білий король · h7 чорний король · g5 білий пішак | f7 білий король · h7 чорний король · g5 білий пішак | f7 білий король · h7 чорний король · g5 білий пішак | 8 |
| 7 | f7 білий король · h7 чорний король · g5 білий пішак | f7 білий король · h7 чорний король · g5 білий пішак | f7 білий король · h7 чорний король · g5 білий пішак | f7 білий король · h7 чорний король · g5 білий пішак | f7 білий король · h7 чорний король · g5 білий пішак | f7 білий король · h7 чорний король · g5 білий пішак | f7 білий король · h7 чорний король · g5 білий пішак | f7 білий король · h7 чорний король · g5 білий пішак | 7 |
| 6 | f7 білий король · h7 чорний король · g5 білий пішак | f7 білий король · h7 чорний король · g5 білий пішак | f7 білий король · h7 чорний король · g5 білий пішак | f7 білий король · h7 чорний король · g5 білий пішак | f7 білий король · h7 чорний король · g5 білий пішак | f7 білий король · h7 чорний король · g5 білий пішак | f7 білий король · h7 чорний король · g5 білий пішак | f7 білий король · h7 чорний король · g5 білий пішак | 6 |
| 5 | f7 білий король · h7 чорний король · g5 білий пішак | f7 білий король · h7 чорний король · g5 білий пішак | f7 білий король · h7 чорний король · g5 білий пішак | f7 білий король · h7 чорний король · g5 білий пішак | f7 білий король · h7 чорний король · g5 білий пішак | f7 білий король · h7 чорний король · g5 білий пішак | f7 білий король · h7 чорний король · g5 білий пішак | f7 білий король · h7 чорний король · g5 білий пішак | 5 |
| 4 | f7 білий король · h7 чорний король · g5 білий пішак | f7 білий король · h7 чорний король · g5 білий пішак | f7 білий король · h7 чорний король · g5 білий пішак | f7 білий король · h7 чорний король · g5 білий пішак | f7 білий король · h7 чорний король · g5 білий пішак | f7 білий король · h7 чорний король · g5 білий пішак | f7 білий король · h7 чорний король · g5 білий пішак | f7 білий король · h7 чорний король · g5 білий пішак | 4 |
| 3 | f7 білий король · h7 чорний король · g5 білий пішак | f7 білий король · h7 чорний король · g5 білий пішак | f7 білий король · h7 чорний король · g5 білий пішак | f7 білий король · h7 чорний король · g5 білий пішак | f7 білий король · h7 чорний король · g5 білий пішак | f7 білий король · h7 чорний король · g5 білий пішак | f7 білий король · h7 чорний король · g5 білий пішак | f7 білий король · h7 чорний король · g5 білий пішак | 3 |
| 2 | f7 білий король · h7 чорний король · g5 білий пішак | f7 білий король · h7 чорний король · g5 білий пішак | f7 білий король · h7 чорний король · g5 білий пішак | f7 білий король · h7 чорний король · g5 білий пішак | f7 білий король · h7 чорний король · g5 білий пішак | f7 білий король · h7 чорний король · g5 білий пішак | f7 білий король · h7 чорний король · g5 білий пішак | f7 білий король · h7 чорний король · g5 білий пішак | 2 |
| 1 | f7 білий король · h7 чорний король · g5 білий пішак | f7 білий король · h7 чорний король · g5 білий пішак | f7 білий король · h7 чорний король · g5 білий пішак | f7 білий король · h7 чорний король · g5 білий пішак | f7 білий король · h7 чорний король · g5 білий пішак | f7 білий король · h7 чорний король · g5 білий пішак | f7 білий король · h7 чорний король · g5 білий пішак | f7 білий король · h7 чорний король · g5 білий пішак | 1 |
|   | a                                                   | b                                                   | c                                                   | d                                                   | e                                                   | f                                                   | g                                                   | h                                                   |   |

|   | a                                                   | b                                                   | c                                                   | d                                                   | e                                                   | f                                                   | g                                                   | h                                                   |   |
| 8 | h8 чорний король · f6 білий король · g5 білий пішак | h8 чорний король · f6 білий король · g5 білий пішак | h8 чорний король · f6 білий король · g5 білий пішак | h8 чорний король · f6 білий король · g5 білий пішак | h8 чорний король · f6 білий король · g5 білий пішак | h8 чорний король · f6 білий король · g5 білий пішак | h8 чорний король · f6 білий король · g5 білий пішак | h8 чорний король · f6 білий король · g5 білий пішак | 8 |
| 7 | h8 чорний король · f6 білий король · g5 білий пішак | h8 чорний король · f6 білий король · g5 білий пішак | h8 чорний король · f6 білий король · g5 білий пішак | h8 чорний король · f6 білий король · g5 білий пішак | h8 чорний король · f6 білий король · g5 білий пішак | h8 чорний король · f6 білий король · g5 білий пішак | h8 чорний король · f6 білий король · g5 білий пішак | h8 чорний король · f6 білий король · g5 білий пішак | 7 |
| 6 | h8 чорний король · f6 білий король · g5 білий пішак | h8 чорний король · f6 білий король · g5 білий пішак | h8 чорний король · f6 білий король · g5 білий пішак | h8 чорний король · f6 білий король · g5 білий пішак | h8 чорний король · f6 білий король · g5 білий пішак | h8 чорний король · f6 білий король · g5 білий пішак | h8 чорний король · f6 білий король · g5 білий пішак | h8 чорний король · f6 білий король · g5 білий пішак | 6 |
| 5 | h8 чорний король · f6 білий король · g5 білий пішак | h8 чорний король · f6 білий король · g5 білий пішак | h8 чорний король · f6 білий король · g5 білий пішак | h8 чорний король · f6 білий король · g5 білий пішак | h8 чорний король · f6 білий король · g5 білий пішак | h8 чорний король · f6 білий король · g5 білий пішак | h8 чорний король · f6 білий король · g5 білий пішак | h8 чорний король · f6 білий король · g5 білий пішак | 5 |
| 4 | h8 чорний король · f6 білий король · g5 білий пішак | h8 чорний король · f6 білий король · g5 білий пішак | h8 чорний король · f6 білий король · g5 білий пішак | h8 чорний король · f6 білий король · g5 білий пішак | h8 чорний король · f6 білий король · g5 білий пішак | h8 чорний король · f6 білий король · g5 білий пішак | h8 чорний король · f6 білий король · g5 білий пішак | h8 чорний король · f6 білий король · g5 білий пішак | 4 |
| 3 | h8 чорний король · f6 білий король · g5 білий пішак | h8 чорний король · f6 білий король · g5 білий пішак | h8 чорний король · f6 білий король · g5 білий пішак | h8 чорний король · f6 білий король · g5 білий пішак | h8 чорний король · f6 білий король · g5 білий пішак | h8 чорний король · f6 білий король · g5 білий пішак | h8 чорний король · f6 білий король · g5 білий пішак | h8 чорний король · f6 білий король · g5 білий пішак | 3 |
| 2 | h8 чорний король · f6 білий король · g5 білий пішак | h8 чорний король · f6 білий король · g5 білий пішак | h8 чорний король · f6 білий король · g5 білий пішак | h8 чорний король · f6 білий король · g5 білий пішак | h8 чорний король · f6 білий король · g5 білий пішак | h8 чорний король · f6 білий король · g5 білий пішак | h8 чорний король · f6 білий король · g5 білий пішак | h8 чорний король · f6 білий король · g5 білий пішак | 2 |
| 1 | h8 чорний король · f6 білий король · g5 білий пішак | h8 чорний король · f6 білий король · g5 білий пішак | h8 чорний король · f6 білий король · g5 білий пішак | h8 чорний король · f6 білий король · g5 білий пішак | h8 чорний король · f6 білий король · g5 білий пішак | h8 чорний король · f6 білий король · g5 білий пішак | h8 чорний король · f6 білий король · g5 білий пішак | h8 чорний король · f6 білий король · g5 білий пішак | 1 |
|   | a                                                   | b                                                   | c                                                   | d                                                   | e                                                   | f                                                   | g                                                   | h                                                   |   |

|   | a                                                   | b                                                   | c                                                   | d                                                   | e                                                   | f                                                   | g                                                   | h                                                   |   |
| 8 | f8 білий король · h7 чорний король · g5 білий пішак | f8 білий король · h7 чорний король · g5 білий пішак | f8 білий король · h7 чорний король · g5 білий пішак | f8 білий король · h7 чорний король · g5 білий пішак | f8 білий король · h7 чорний король · g5 білий пішак | f8 білий король · h7 чорний король · g5 білий пішак | f8 білий король · h7 чорний король · g5 білий пішак | f8 білий король · h7 чорний король · g5 білий пішак | 8 |
| 7 | f8 білий король · h7 чорний король · g5 білий пішак | f8 білий король · h7 чорний король · g5 білий пішак | f8 білий король · h7 чорний король · g5 білий пішак | f8 білий король · h7 чорний король · g5 білий пішак | f8 білий король · h7 чорний король · g5 білий пішак | f8 білий король · h7 чорний король · g5 білий пішак | f8 білий король · h7 чорний король · g5 білий пішак | f8 білий король · h7 чорний король · g5 білий пішак | 7 |
| 6 | f8 білий король · h7 чорний король · g5 білий пішак | f8 білий король · h7 чорний король · g5 білий пішак | f8 білий король · h7 чорний король · g5 білий пішак | f8 білий король · h7 чорний король · g5 білий пішак | f8 білий король · h7 чорний король · g5 білий пішак | f8 білий король · h7 чорний король · g5 білий пішак | f8 білий король · h7 чорний король · g5 білий пішак | f8 білий король · h7 чорний король · g5 білий пішак | 6 |
| 5 | f8 білий король · h7 чорний король · g5 білий пішак | f8 білий король · h7 чорний король · g5 білий пішак | f8 білий король · h7 чорний король · g5 білий пішак | f8 білий король · h7 чорний король · g5 білий пішак | f8 білий король · h7 чорний король · g5 білий пішак | f8 білий король · h7 чорний король · g5 білий пішак | f8 білий король · h7 чорний король · g5 білий пішак | f8 білий король · h7 чорний король · g5 білий пішак | 5 |
| 4 | f8 білий король · h7 чорний король · g5 білий пішак | f8 білий король · h7 чорний король · g5 білий пішак | f8 білий король · h7 чорний король · g5 білий пішак | f8 білий король · h7 чорний король · g5 білий пішак | f8 білий король · h7 чорний король · g5 білий пішак | f8 білий король · h7 чорний король · g5 білий пішак | f8 білий король · h7 чорний король · g5 білий пішак | f8 білий король · h7 чорний король · g5 білий пішак | 4 |
| 3 | f8 білий король · h7 чорний король · g5 білий пішак | f8 білий король · h7 чорний король · g5 білий пішак | f8 білий король · h7 чорний король · g5 білий пішак | f8 білий король · h7 чорний король · g5 білий пішак | f8 білий король · h7 чорний король · g5 білий пішак | f8 білий король · h7 чорний король · g5 білий пішак | f8 білий король · h7 чорний король · g5 білий пішак | f8 білий король · h7 чорний король · g5 білий пішак | 3 |
| 2 | f8 білий король · h7 чорний король · g5 білий пішак | f8 білий король · h7 чорний король · g5 білий пішак | f8 білий король · h7 чорний король · g5 білий пішак | f8 білий король · h7 чорний король · g5 білий пішак | f8 білий король · h7 чорний король · g5 білий пішак | f8 білий король · h7 чорний король · g5 білий пішак | f8 білий король · h7 чорний король · g5 білий пішак | f8 білий король · h7 чорний король · g5 білий пішак | 2 |
| 1 | f8 білий король · h7 чорний король · g5 білий пішак | f8 білий король · h7 чорний король · g5 білий пішак | f8 білий король · h7 чорний король · g5 білий пішак | f8 білий король · h7 чорний король · g5 білий пішак | f8 білий король · h7 чорний король · g5 білий пішак | f8 білий король · h7 чорний король · g5 білий пішак | f8 білий король · h7 чорний король · g5 білий пішак | f8 білий король · h7 чорний король · g5 білий пішак | 1 |
|   | a                                                   | b                                                   | c                                                   | d                                                   | e                                                   | f                                                   | g                                                   | h                                                   |   |

У решті випадків виграш досягається ходом Крg6. (Виняток — королі на f8 і h8, тоді виграє тривіальний хід 1.Крf7.) Приклад (див. позицію на діаграмі 14):
1. Крf7 Крh8
2. Крg6 Крg8
3. Крh6 Крh8
4. g6 Крg8
5. g7 і досягається критична позиція.

### Слоновий пішак
|   | a                                                   | b                                                   | c                                                   | d                                                   | e                                                   | f                                                   | g                                                   | h                                                   |   |
| 8 | f7 білий пішак · h7 чорний король · g6 білий кружок | f7 білий пішак · h7 чорний король · g6 білий кружок | f7 білий пішак · h7 чорний король · g6 білий кружок | f7 білий пішак · h7 чорний король · g6 білий кружок | f7 білий пішак · h7 чорний король · g6 білий кружок | f7 білий пішак · h7 чорний король · g6 білий кружок | f7 білий пішак · h7 чорний король · g6 білий кружок | f7 білий пішак · h7 чорний король · g6 білий кружок | 8 |
| 7 | f7 білий пішак · h7 чорний король · g6 білий кружок | f7 білий пішак · h7 чорний король · g6 білий кружок | f7 білий пішак · h7 чорний король · g6 білий кружок | f7 білий пішак · h7 чорний король · g6 білий кружок | f7 білий пішак · h7 чорний король · g6 білий кружок | f7 білий пішак · h7 чорний король · g6 білий кружок | f7 білий пішак · h7 чорний король · g6 білий кружок | f7 білий пішак · h7 чорний король · g6 білий кружок | 7 |
| 6 | f7 білий пішак · h7 чорний король · g6 білий кружок | f7 білий пішак · h7 чорний король · g6 білий кружок | f7 білий пішак · h7 чорний король · g6 білий кружок | f7 білий пішак · h7 чорний король · g6 білий кружок | f7 білий пішак · h7 чорний король · g6 білий кружок | f7 білий пішак · h7 чорний король · g6 білий кружок | f7 білий пішак · h7 чорний король · g6 білий кружок | f7 білий пішак · h7 чорний король · g6 білий кружок | 6 |
| 5 | f7 білий пішак · h7 чорний король · g6 білий кружок | f7 білий пішак · h7 чорний король · g6 білий кружок | f7 білий пішак · h7 чорний король · g6 білий кружок | f7 білий пішак · h7 чорний король · g6 білий кружок | f7 білий пішак · h7 чорний король · g6 білий кружок | f7 білий пішак · h7 чорний король · g6 білий кружок | f7 білий пішак · h7 чорний король · g6 білий кружок | f7 білий пішак · h7 чорний король · g6 білий кружок | 5 |
| 4 | f7 білий пішак · h7 чорний король · g6 білий кружок | f7 білий пішак · h7 чорний король · g6 білий кружок | f7 білий пішак · h7 чорний король · g6 білий кружок | f7 білий пішак · h7 чорний король · g6 білий кружок | f7 білий пішак · h7 чорний король · g6 білий кружок | f7 білий пішак · h7 чорний король · g6 білий кружок | f7 білий пішак · h7 чорний король · g6 білий кружок | f7 білий пішак · h7 чорний король · g6 білий кружок | 4 |
| 3 | f7 білий пішак · h7 чорний король · g6 білий кружок | f7 білий пішак · h7 чорний король · g6 білий кружок | f7 білий пішак · h7 чорний король · g6 білий кружок | f7 білий пішак · h7 чорний король · g6 білий кружок | f7 білий пішак · h7 чорний король · g6 білий кружок | f7 білий пішак · h7 чорний король · g6 білий кружок | f7 білий пішак · h7 чорний король · g6 білий кружок | f7 білий пішак · h7 чорний король · g6 білий кружок | 3 |
| 2 | f7 білий пішак · h7 чорний король · g6 білий кружок | f7 білий пішак · h7 чорний король · g6 білий кружок | f7 білий пішак · h7 чорний король · g6 білий кружок | f7 білий пішак · h7 чорний король · g6 білий кружок | f7 білий пішак · h7 чорний король · g6 білий кружок | f7 білий пішак · h7 чорний король · g6 білий кружок | f7 білий пішак · h7 чорний король · g6 білий кружок | f7 білий пішак · h7 чорний король · g6 білий кружок | 2 |
| 1 | f7 білий пішак · h7 чорний король · g6 білий кружок | f7 білий пішак · h7 чорний король · g6 білий кружок | f7 білий пішак · h7 чорний король · g6 білий кружок | f7 білий пішак · h7 чорний король · g6 білий кружок | f7 білий пішак · h7 чорний король · g6 білий кружок | f7 білий пішак · h7 чорний король · g6 білий кружок | f7 білий пішак · h7 чорний король · g6 білий кружок | f7 білий пішак · h7 чорний король · g6 білий кружок | 1 |
|   | a                                                   | b                                                   | c                                                   | d                                                   | e                                                   | f                                                   | g                                                   | h                                                   |   |

Якщо білий пішак знаходиться на f7, чорний король на h7, а поле g6 (позначене кружечком на діаграмі) під боєм білого короля (або симетрична позиція в іншому куті), то проведення пішака у ферзі приводить до пата. Найпростіший спосіб виграти — провести пішака не у ферзя, а у туру.
При більшості позицій білого короля можна також поставити його на f6 або e7, після чого провести пішака у ферзі й виграти.

## Опозиція
|   | a | b | c | d | e | f | g | h |   |
| 8 | b6 білий кружок · c6 білий кружок · d6 білий кружок · e6 чорний король · c4 білий пішак · d4 білий король | b6 білий кружок · c6 білий кружок · d6 білий кружок · e6 чорний король · c4 білий пішак · d4 білий король | b6 білий кружок · c6 білий кружок · d6 білий кружок · e6 чорний король · c4 білий пішак · d4 білий король | b6 білий кружок · c6 білий кружок · d6 білий кружок · e6 чорний король · c4 білий пішак · d4 білий король | b6 білий кружок · c6 білий кружок · d6 білий кружок · e6 чорний король · c4 білий пішак · d4 білий король | b6 білий кружок · c6 білий кружок · d6 білий кружок · e6 чорний король · c4 білий пішак · d4 білий король | b6 білий кружок · c6 білий кружок · d6 білий кружок · e6 чорний король · c4 білий пішак · d4 білий король | b6 білий кружок · c6 білий кружок · d6 білий кружок · e6 чорний король · c4 білий пішак · d4 білий король | 8 |
| 7 | b6 білий кружок · c6 білий кружок · d6 білий кружок · e6 чорний король · c4 білий пішак · d4 білий король | b6 білий кружок · c6 білий кружок · d6 білий кружок · e6 чорний король · c4 білий пішак · d4 білий король | b6 білий кружок · c6 білий кружок · d6 білий кружок · e6 чорний король · c4 білий пішак · d4 білий король | b6 білий кружок · c6 білий кружок · d6 білий кружок · e6 чорний король · c4 білий пішак · d4 білий король | b6 білий кружок · c6 білий кружок · d6 білий кружок · e6 чорний король · c4 білий пішак · d4 білий король | b6 білий кружок · c6 білий кружок · d6 білий кружок · e6 чорний король · c4 білий пішак · d4 білий король | b6 білий кружок · c6 білий кружок · d6 білий кружок · e6 чорний король · c4 білий пішак · d4 білий король | b6 білий кружок · c6 білий кружок · d6 білий кружок · e6 чорний король · c4 білий пішак · d4 білий король | 7 |
| 6 | b6 білий кружок · c6 білий кружок · d6 білий кружок · e6 чорний король · c4 білий пішак · d4 білий король | b6 білий кружок · c6 білий кружок · d6 білий кружок · e6 чорний король · c4 білий пішак · d4 білий король | b6 білий кружок · c6 білий кружок · d6 білий кружок · e6 чорний король · c4 білий пішак · d4 білий король | b6 білий кружок · c6 білий кружок · d6 білий кружок · e6 чорний король · c4 білий пішак · d4 білий король | b6 білий кружок · c6 білий кружок · d6 білий кружок · e6 чорний король · c4 білий пішак · d4 білий король | b6 білий кружок · c6 білий кружок · d6 білий кружок · e6 чорний король · c4 білий пішак · d4 білий король | b6 білий кружок · c6 білий кружок · d6 білий кружок · e6 чорний король · c4 білий пішак · d4 білий король | b6 білий кружок · c6 білий кружок · d6 білий кружок · e6 чорний король · c4 білий пішак · d4 білий король | 6 |
| 5 | b6 білий кружок · c6 білий кружок · d6 білий кружок · e6 чорний король · c4 білий пішак · d4 білий король | b6 білий кружок · c6 білий кружок · d6 білий кружок · e6 чорний король · c4 білий пішак · d4 білий король | b6 білий кружок · c6 білий кружок · d6 білий кружок · e6 чорний король · c4 білий пішак · d4 білий король | b6 білий кружок · c6 білий кружок · d6 білий кружок · e6 чорний король · c4 білий пішак · d4 білий король | b6 білий кружок · c6 білий кружок · d6 білий кружок · e6 чорний король · c4 білий пішак · d4 білий король | b6 білий кружок · c6 білий кружок · d6 білий кружок · e6 чорний король · c4 білий пішак · d4 білий король | b6 білий кружок · c6 білий кружок · d6 білий кружок · e6 чорний король · c4 білий пішак · d4 білий король | b6 білий кружок · c6 білий кружок · d6 білий кружок · e6 чорний король · c4 білий пішак · d4 білий король | 5 |
| 4 | b6 білий кружок · c6 білий кружок · d6 білий кружок · e6 чорний король · c4 білий пішак · d4 білий король | b6 білий кружок · c6 білий кружок · d6 білий кружок · e6 чорний король · c4 білий пішак · d4 білий король | b6 білий кружок · c6 білий кружок · d6 білий кружок · e6 чорний король · c4 білий пішак · d4 білий король | b6 білий кружок · c6 білий кружок · d6 білий кружок · e6 чорний король · c4 білий пішак · d4 білий король | b6 білий кружок · c6 білий кружок · d6 білий кружок · e6 чорний король · c4 білий пішак · d4 білий король | b6 білий кружок · c6 білий кружок · d6 білий кружок · e6 чорний король · c4 білий пішак · d4 білий король | b6 білий кружок · c6 білий кружок · d6 білий кружок · e6 чорний король · c4 білий пішак · d4 білий король | b6 білий кружок · c6 білий кружок · d6 білий кружок · e6 чорний король · c4 білий пішак · d4 білий король | 4 |
| 3 | b6 білий кружок · c6 білий кружок · d6 білий кружок · e6 чорний король · c4 білий пішак · d4 білий король | b6 білий кружок · c6 білий кружок · d6 білий кружок · e6 чорний король · c4 білий пішак · d4 білий король | b6 білий кружок · c6 білий кружок · d6 білий кружок · e6 чорний король · c4 білий пішак · d4 білий король | b6 білий кружок · c6 білий кружок · d6 білий кружок · e6 чорний король · c4 білий пішак · d4 білий король | b6 білий кружок · c6 білий кружок · d6 білий кружок · e6 чорний король · c4 білий пішак · d4 білий король | b6 білий кружок · c6 білий кружок · d6 білий кружок · e6 чорний король · c4 білий пішак · d4 білий король | b6 білий кружок · c6 білий кружок · d6 білий кружок · e6 чорний король · c4 білий пішак · d4 білий король | b6 білий кружок · c6 білий кружок · d6 білий кружок · e6 чорний король · c4 білий пішак · d4 білий король | 3 |
| 2 | b6 білий кружок · c6 білий кружок · d6 білий кружок · e6 чорний король · c4 білий пішак · d4 білий король | b6 білий кружок · c6 білий кружок · d6 білий кружок · e6 чорний король · c4 білий пішак · d4 білий король | b6 білий кружок · c6 білий кружок · d6 білий кружок · e6 чорний король · c4 білий пішак · d4 білий король | b6 білий кружок · c6 білий кружок · d6 білий кружок · e6 чорний король · c4 білий пішак · d4 білий король | b6 білий кружок · c6 білий кружок · d6 білий кружок · e6 чорний король · c4 білий пішак · d4 білий король | b6 білий кружок · c6 білий кружок · d6 білий кружок · e6 чорний король · c4 білий пішак · d4 білий король | b6 білий кружок · c6 білий кружок · d6 білий кружок · e6 чорний король · c4 білий пішак · d4 білий король | b6 білий кружок · c6 білий кружок · d6 білий кружок · e6 чорний король · c4 білий пішак · d4 білий король | 2 |
| 1 | b6 білий кружок · c6 білий кружок · d6 білий кружок · e6 чорний король · c4 білий пішак · d4 білий король | b6 білий кружок · c6 білий кружок · d6 білий кружок · e6 чорний король · c4 білий пішак · d4 білий король | b6 білий кружок · c6 білий кружок · d6 білий кружок · e6 чорний король · c4 білий пішак · d4 білий король | b6 білий кружок · c6 білий кружок · d6 білий кружок · e6 чорний король · c4 білий пішак · d4 білий король | b6 білий кружок · c6 білий кружок · d6 білий кружок · e6 чорний король · c4 білий пішак · d4 білий король | b6 білий кружок · c6 білий кружок · d6 білий кружок · e6 чорний король · c4 білий пішак · d4 білий король | b6 білий кружок · c6 білий кружок · d6 білий кружок · e6 чорний король · c4 білий пішак · d4 білий король | b6 білий кружок · c6 білий кружок · d6 білий кружок · e6 чорний король · c4 білий пішак · d4 білий король | 1 |
|   | a | b | c | d | e | f | g | h |   |

Опозиція (королі на відстані 2-х ходів по вертикалі або горизонталі) є важливою концепцією для цього закінчення. Поставити свого короля в опозицію до короля суперника — поширений спосіб прорватись до ключового поля (для білих) або до поля на відстані 1 або 2 ходів перед пішаком суперника (для чорних). 
Ю. Авербах однак пише, що опозиція — це всього лише засіб. Метою білих є прорватись до будь-якого ключового поля, з опозицією чи без неї. Так, наприклад, у позиції, що показана праворуч єдино правильний хід 1. Крc5. Перехід в опозицію ходом 1. Крe4 приводить до нічиєї, як і всі інші ходи: чорний король легко займає поле c6.